# Murex
Murex is een geslacht van weekdieren uit de klasse van de slakken (Gastropoda)

## Soorten
- Murex acanthostephes R. B. Watson, 1883
- Murex aduncospinosus G. B. Sowerby II, 1841
- Murex africanus Ponder & E. H. Vokes, 1988
- Murex altispira Ponder & Vokes, 1988
- Murex antelmei Viader, 1938
- Murex brevispina Lamarck, 1822
- Murex carbonnieri (Jousseaume, 1881)
- Murex concinnus Reeve, 1845
- Murex coppingeri E. A. Smith, 1884
- Murex djarianensis K. Martin, 1895
- Murex echinodes Houart, 2011
- Murex falsitribulus Ponder & E. H. Vokes, 1988
- Murex forskoehlii Röding, 1798
- Murex huangi Houart, 2010
- Murex hystricosus Houart & Dharma, 2001
- Murex indicus Houart, 2011
- Murex kerslakae Ponder & E. H. Vokes, 1988
- Murex megapex Neubert, 1998
- Murex noae Holten, 1802 †
- Murex occa G. B. Sowerby II, 1834
- Murex pecten Lightfoot, 1786
- Murex philippinensis Parth, 1994
- Murex protocrassus Houart, 1990
- Murex queenslandicus Ponder & E. H. Vokes, 1988
- Murex salomonensis Parth, 1994
- Murex scolopax Dillwyn, 1817
- Murex somalicus Parth, 1990
- Murex spectabilis Ponder & E. H. Vokes, 1988
- Murex spicatus Ponder & E. H. Vokes, 1988
- Murex spinastreptos Houart, 2010
- Murex surinamensis Okutani, 1982
- Murex tenuirostrum Lamarck, 1822
- Murex ternispina Lamarck, 1822
- Murex textilis Gabb, 1873 †
- Murex trapa Röding, 1798
- Murex tribulus Linnaeus, 1758
- Murex troscheli Lischke, 1868

### Nomina dubia
- Murex alatus Gmelin, 1791
- Murex buccinatus Voigt, 1834
- Murex foliatus Lesson, 1844
- Murex pumilus Broderip, 1833
- Murex savignyus Delle Chiaje, 1828
- Murex sexcostatus Lamarck, 1816
- Murex torulosum Linnaeus, 1767
- Murex trigonularis Lamarck, 1822
- Murex tuberculatus Linnaeus, 1767
- Murex unifasciatus W. Wood, 1828 ⇒ Fasciolaria lignaria (Linnaeus, 1758)

### Synoniemen
- Murex (Murex) Linnaeus, 1758 ⇒ Murex Linnaeus, 1758
  - Murex (Murex) acanthostephes R. B. Watson, 1883 ⇒ Murex acanthostephes R. B. Watson, 1883
  - Murex (Murex) aduncospinosus G. B. Sowerby II, 1841 ⇒ Murex aduncospinosus G. B. Sowerby II, 1841
  - Murex (Murex) africanus Ponder & Vokes, 1988 ⇒ Murex africanus Ponder & E. H. Vokes, 1988
  - Murex (Murex) altispira Ponder & Vokes, 1988 ⇒ Murex altispira Ponder & Vokes, 1988
  - Murex (Murex) brevispina Lamarck, 1822 ⇒ Murex brevispina Lamarck, 1822
  - Murex (Murex) carbonnieri (Jousseaume, 1881) ⇒ Murex carbonnieri (Jousseaume, 1881)
  - Murex (Murex) concinnus Reeve, 1845 ⇒ Murex concinnus Reeve, 1845
  - Murex (Murex) coppingeri E. A. Smith, 1884 ⇒ Murex coppingeri E. A. Smith, 1884
  - Murex (Murex) djarianensis K. Martin, 1895 † ⇒ Murex djarianensis K. Martin, 1895
  - Murex (Murex) echinodes Houart, 2011 ⇒ Murex echinodes Houart, 2011
  - Murex (Murex) falsitribulus Ponder & Vokes, 1988 ⇒ Murex falsitribulus Ponder & E. H. Vokes, 1988
  - Murex (Murex) forskoehlii Röding, 1798 ⇒ Murex forskoehlii Röding, 1798
  - Murex (Murex) huangi Houart, 2010 ⇒ Murex huangi Houart, 2010
  - Murex (Murex) hystricosus Houart & Dharma, 2001 ⇒ Murex hystricosus Houart & Dharma, 2001
  - Murex (Murex) indicus Houart, 2011 ⇒ Murex indicus Houart, 2011
  - Murex (Murex) kerslakae Ponder & Vokes, 1988 ⇒ Murex kerslakae Ponder & E. H. Vokes, 1988
  - Murex (Murex) occa G. B. Sowerby II, 1834 ⇒ Murex occa G. B. Sowerby II, 1834
  - Murex (Murex) pecten Lightfoot, 1786 ⇒ Murex pecten Lightfoot, 1786
  - Murex (Murex) philippinensis Parth, 1994 ⇒ Murex philippinensis Parth, 1994
  - Murex (Murex) queenslandicus Ponder & Vokes, 1988 ⇒ Murex queenslandicus Ponder & E. H. Vokes, 1988
  - Murex (Murex) salomonensis Parth, 1994 ⇒ Murex salomonensis Parth, 1994
  - Murex (Murex) scolopax Dillwyn, 1817 ⇒ Murex scolopax Dillwyn, 1817
  - Murex (Murex) somalicus Parth, 1990 ⇒ Murex somalicus Parth, 1990
  - Murex (Murex) spectabilis Ponder & Vokes, 1988 ⇒ Murex spectabilis Ponder & E. H. Vokes, 1988
  - Murex (Murex) spicatus Ponder & Vokes, 1988 ⇒ Murex spicatus Ponder & E. H. Vokes, 1988
  - Murex (Murex) spinastreptos Houart, 2010 ⇒ Murex spinastreptos Houart, 2010
  - Murex (Murex) surinamensis Okutani, 1982 ⇒ Murex surinamensis Okutani, 1982
  - Murex (Murex) tenuirostrum Lamarck, 1822 ⇒ Murex tenuirostrum Lamarck, 1822
  - Murex (Murex) ternispina Lamarck, 1822 ⇒ Murex ternispina Lamarck, 1822
  - Murex (Murex) trapa Röding, 1798 ⇒ Murex trapa Röding, 1798
  - Murex (Murex) tribulus Linnaeus, 1758 ⇒ Murex tribulus Linnaeus, 1758
  - Murex (Murex) troscheli Lischke, 1868 ⇒ Murex troscheli Lischke, 1868
  - Murex (Murex) tunghaiensis Shikama & Oishi, 1977 ⇒ Vokesimurex malabaricus (E. A. Smith, 1894)
- Murex (Promurex) Ponder & Vokes, 1988 ⇒ Murex Linnaeus, 1758
  - Murex (Promurex) antelmei Viader, 1938 ⇒ Murex antelmei Viader, 1938
  - Murex (Promurex) protocrassus Houart, 1990 ⇒ Murex protocrassus Houart, 1990
- Murex (Bathymurex) ⇒ Paziella (Paziella) Jousseaume, 1880
  - Murex (Bathymurex) atlantis Clench & Pérez Farfante, 1945 ⇒ Paziella atlantis (Clench & Pérez Farfante, 1945)
- Murex (Bolinus) Pusch, 1837 ⇒ Bolinus Pusch, 1837
  - Murex (Bolinus) cornutus (Linnaeus, 1758) ⇒ Bolinus cornutus (Linnaeus, 1758)
- Murex (Chicoreus) Montfort, 1810 ⇒ Chicoreus Montfort, 1810
  - Murex (Chicoreus) argo Clench & Pérez Farfante, 1945 ⇒ Chicoreus spectrum (Reeve, 1846)
  - Murex (Chicoreus) bourgeoisi Tournouër, 1875 † ⇒ Hexaplex bourgeoisi (Tournouër, 1875) †
  - Murex (Chicoreus) triqueter Born, 1778 ⇒ Naquetia triqueter (Born, 1778)
- Murex (Corallinia) Bucquoy & Dautzenberg, 1882 ⇒ Ocinebrina Jousseaume, 1880
- Murex (Fusus) Helbling, 1779 ⇒ Cumia Bivona, 1838
  - Murex (Fusus) intertextus Helbling, 1779 ⇒ Cumia reticulata (Blainville, 1829)
  - Murex (Fusus) polytropus Helbling, 1779 ⇒ Lophiotoma polytropa (Helbling, 1779)
- Murex (Gracilimurex) Thiele, 1929 ⇒ Dermomurex (Gracilimurex) Thiele, 1929
- Murex (Haustellum) ⇒ Haustellum Schumacher, 1817
  - Murex (Haustellum) bantamensis (K. Martin, 1895) † ⇒ Vokesimurex multiplicatus bantamensis (K. Martin, 1895) †
  - Murex (Haustellum) kurodai Shikama, 1964 ⇒ Haustellum kurodai kurodai (Shikama, 1964)
  - Murex (Haustellum) ruthae Vokes, 1988 ⇒ Vokesimurex ruthae (Vokes, 1988)
- Murex (Langfordia) Dall, 1924 ⇒ Babelomurex Coen, 1922
- Murex (Murexiella) Clench & Pérez Farfante, 1945 ⇒ Favartia (Murexiella) Clench & Pérez Farfante, 1945
- Murex (Murexsul) ⇒ Murexsul Iredale, 1915
  - Murex (Murexsul) carnicolor Clench & Pérez Farfante, 1945 ⇒ Calotrophon carnicolor (Clench & Pérez Farfante, 1945)
- Murex (Muricanthus) Swainson, 1840 ⇒ Hexaplex (Muricanthus) Swainson, 1840
- Murex (Muricidea) Swainson, 1840 ⇒ Muricidea Swainson, 1840
  - Murex (Muricidea) barbarensis Gabb, 1865 ⇒ Paciocinebrina barbarensis (Gabb, 1865)
- Murex (Muricopsis) Bucquoy & Dautzenberg, 1882 ⇒ Muricopsis Bucquoy & Dautzenberg, 1882
- Murex (Ocenebra) ⇒ Ocenebra Gray, 1847
  - Murex (Ocenebra) pauper R. B. Watson, 1883 (taxon inquirendum)
  - Murex (Ocenebra) crawfordi G. B. Sowerby III, 1892 ⇒ Murex crawfordi G. B. Sowerby III, 1892
  - Murex (Ocenebra) infans E. A. Smith, 1884 ⇒ Spinidrupa infans (E. A. Smith, 1884)
- Murex (Ocinebra) ⇒ Ocenebra Gray, 1847
  - Murex (Ocinebra) brachys Melvill & Standen, 1896 (taxon inquirendum)
  - Murex (Ocinebra) babingtoni G. B. Sowerby III, 1892 ⇒ Murex babingtoni G. B. Sowerby III, 1892
  - Murex (Ocinebra) alboangulatus E. A. Smith, 1890 ⇒ Coralliophila alboangulata (E. A. Smith, 1890)
  - Murex (Ocinebra) benedictus Melvill & Standen, 1895 ⇒ Cytharomorula benedicta (Melvill & Standen, 1895)
  - Murex (Ocinebra) darrosensis E. A. Smith, 1884 ⇒ Pascula darrosensis (E. A. Smith, 1884)
  - Murex (Ocinebra) marjoriae Melvill & Standen, 1903 ⇒ Favartia marjoriae (Melvill & Standen, 1903)
  - Murex (Ocinebra) obtusus G. B. Sowerby III, 1894 ⇒ Favartia minatauros Radwin & D'Attilio, 1976
  - Murex (Ocinebra) patruelis E. A. Smith, 1890 ⇒ Coralliophila patruelis (E. A. Smith, 1890)
  - Murex (Ocinebra) salmoneus Melvill & Standen, 1899 ⇒ Favartia salmonea (Melvill & Standen, 1899)
  - Murex (Ocinebra) sanctaehelenae E. A. Smith, 1890 ⇒ Pteropurpura sanctaehelenae (E. A. Smith, 1890)
- Murex (Phyllonotus) ⇒ Chicoreus (Phyllonotus) Swainson, 1833
  - Murex (Phyllonotus) gatunensis A. P. Brown & Pilsbry, 1911 ⇒ Calotrophon gatunensis (A. P. Brown & Pilsbry, 1911)
  - Murex (Phyllonotus) hystricina Dall, 1889 ⇒ Paziella hystricina (Dall, 1889)
- Murex (Poropteron) ⇒ Pteropurpura (Poropteron) Jousseaume, 1880
  - Murex (Poropteron) robustus Verco, 1895 ⇒ Tripterotyphis robustus (Verco, 1895)
- Murex (Pseudomurex) ⇒ Pseudomurex Monterosato, 1872
  - Murex (Pseudomurex) aedonius R. B. Watson, 1886 ⇒ Coralliophila aedonia (R. B. Watson, 1886)
- Murex (Pteronotus) ⇒ Pterynotus Swainson, 1833
  - Murex (Pteronotus) cordismei R. B. Watson, 1883 ⇒ Prototyphis angasi (Crosse, 1863)
  - Murex (Pteronotus) eos Hutton, 1873 ⇒ Prototyphis eos (Hutton, 1873)
  - Murex (Pteronotus) loebbeckei Kobelt, 1879 ⇒ Chicoreus loebbeckei (Kobelt, 1879)
  - Murex (Pteronotus) phaneus Dall, 1889 ⇒ Timbellus phaneus (Dall, 1889)
  - Murex (Pteronotus) pygmaeus Bush, 1893 ⇒ Timbellus phaneus (Dall, 1889)
  - Murex (Pteronotus) saibaiensis Melvill & Standen, 1899 ⇒ Pterochelus acanthopterus (Lamarck, 1816)
  - Murex (Pteronotus) tristichus Dall, 1889 ⇒ Timbellus havanensis (Vokes, 1970)
- Murex (Pterynotus) ⇒ Pterynotus Swainson, 1833
  - Murex (Pterynotus) ariomus Clench & Pérez Farfante, 1945 ⇒ Pterochelus ariomus (Clench & Pérez Farfante, 1945)
- Murex (Pyrenella) Gray, 1857 ⇒ Tudicla Röding, 1798
- Murex (Siratus) Jousseaume, 1880 a⇒ Siratus Jousseaume, 1880
  - Murex (Siratus) propinquus Kuroda & Azuma in Azuma, 1961 ⇒ Siratus pliciferoides (Kuroda, 1942)
- Murex (Timbellus) de Gregorio, 1885 ⇒ Timbellus de Gregorio, 1885
- Murex (Tribulus) ⇒ Tribulus H. Adams & A. Adams, 1853
  - Murex (Tribulus) acanthodes R. B. Watson, 1883 ⇒ Murex (Murex) brevispina macgillivrayi Dohrn, 1862
- Murex (Typhis) ⇒ Typhis Montfort, 1810
  - Murex (Typhis) cleryi Petit de la Saussaye, 1840 ⇒ Typhina belcheri (Broderip, 1833)
- Murex abyssicola Crosse, 1865 ⇒ Dermomurex abyssicolus (Crosse, 1865)
- Murex acanthophorus Monterosato, 1875 ⇒ Ocinebrina hispidula (Pallary, 1904)
- Murex acanthophorus (A. Adams, 1863) ⇒ Ocenebra acanthophora (A. Adams, 1863)
- Murex acanthopterus Lamarck, 1816 ⇒ Pterochelus acanthopterus(Lamarck, 1816)
- Murex accinctus Montagu, 1808 ⇒ Kurtziella accinctus (Montagu, 1808)
- Murex aciculatus Lamarck, 1822 ⇒ Ocinebrina aciculata (Lamarck, 1822)
- Murex aciculiger Valenciennes, 1846 ⇒ Ceratostoma monoceros (G. B. Sowerby II, 1841)
- Murex aculeatus Lamarck, 1822 ⇒ Chicoreus aculeatus (Lamarck, 1822)
- Murex aculeatus W. Wood, 1828 ⇒ Muricopsis zeteki Hertlein & A. M. Strong, 1951
- Murex acuminatus Pennant, 1777 ⇒ Bittium reticulatum (da Costa, 1778)
- Murex adamsi G. B. Sowerby II, 1879 ⇒ Hexaplex angularis (Lamarck, 1822)
- Murex adamsii Kobelt, 1877 ⇒ Dermomurex alabastrum (A. Adams, 1864)
- Murex aduncus G. B. Sowerby II, 1834 ⇒ Pteropurpura falcata (G. B. Sowerby II, 1834)
- Murex adustus Lamarck, 1822 ⇒ Chicoreus brunneus (Link, 1807)
- Murex adversus Montagu, 1803 ⇒ Marshallora adversa (Montagu, 1803)
- Murex afer Gmelin, 1791 ⇒ Afer afer (Gmelin, 1791)
- Murex affinis Reeve, 1846 ⇒ Chicoreus (Triplex) torrefactus (Sowerby, 1841)
- Murex aguayoi Clench & Pérez Farfante, 1945 ⇒ Siratus aguayoi (Clench & Pérez Farfante, 1945)
- Murex alabaster Reeve, 1845 ⇒ Siratus alabaster (Reeve, 1845)
- Murex alabastrum A. Adams, 1864 ⇒ Dermomurex alabastrum (A. Adams, 1864)
- Murex alatus Fischer von Waldheim, 1807 ⇒ Pterochelus acanthopterus (Lamarck, 1816)
- Murex alatus G. B. Sowerby II, 1834 ⇒ Pterochelus triformis (Reeve, 1845)
- Murex alfredensis Bartsch, 1915 ⇒ Pygmaepterys alfredensis (Bartsch, 1915)
- Murex alocatus Robillard, 1873 ⇒ Pterynotus barclayanus (H. Adams, 1873)
- Murex alucaster Brocchi, 1814 ⇒ Cerithium alucastrum (Brocchi, 1814)
- Murex aluchensis Nardo, 1847 ⇒ Cerithium vulgatum Bruguière, 1792
- Murex aluco Linnaeus, 1758 ⇒ Pseudovertagus aluco (Linnaeus, 1758)
- Murex alucoides Blainville, 1829 ⇒ Coralliophila squamosa (Bivona Ant. in Bivona And., 1838)
- Murex alucoides Olivi, 1792 ⇒ Cerithium vulgatum Bruguière, 1792
- Murex alutaceus Menke, 1829 ⇒ Vitularia miliaris (Gmelin, 1791)
- Murex alveatus Kiener, 1842 ⇒ Favartia alveata (Kiener, 1842)
- Murex ambiguus Reeve, 1845 ⇒ Hexaplex ambiguus (Reeve, 1845)
- Murex amplustre Dillwyn, 1817 ⇒ Latirus amplustre (Dillwyn, 1817)
- Murex ananus Hinds, 1844 ⇒ Hexaplex rosarium (Röding, 1798)
- Murex angasi Tryon, 1880 ⇒ Rolandiella umbilicata (Tenison Woods, 1876)
- Murex angistoma Kuster, 1869 ⇒ Favartia incisa (Broderip, 1833)
- Murex angularis Lamarck, 1822 ⇒ Hexaplex angularis (Lamarck, 1822)
- Murex angulatus Donovan, 1804 ⇒ Propebela turricula (Montagu, 1803)
- Murex angulatus Solander, 1766 † ⇒ Pyrazopsis angulatus (Solander, 1766) †
- Murex anguliferus Lamarck, 1822 ⇒ Chicoreus virgineus (Röding, 1798)
- Murex angulosus Brocchi, 1814 † ⇒ Janiopsis angulosa (Brocchi, 1814) †
- Murex angustus Gmelin, 1791 ⇒ Dolicholatirus lancea (Gmelin, 1791)
- Murex anniae M. Smith, 1940 ⇒ Vokesimurex anniae (M. Smith, 1940)
- Murex ansatus Gmelin, 1791 ⇒ Lyonsifusus ansatus (Gmelin, 1791)
- Murex antillarum Hinds, 1844 ⇒ Siratus articulatus (Reeve, 1845)
- Murex antiquus Linnaeus, 1758 ⇒ Neptunea antiqua (Linnaeus, 1758)
- Murex anus Linnaeus, 1758 ⇒ Distorsio anus (Linnaeus, 1758)
- Murex approximatus G. B. Sowerby II, 1879 ⇒ Chicoreus brevifrons (Lamarck, 1822)
- Murex aradasii Monterosato, 1883 ⇒ Murexsul aradasii (Monterosato, 1883)
- Murex aranea Blainville in Kiener, 1842 ⇒ Chicoreus cornucervi (Röding, 1798)
- Murex arenarius Clench & Pérez Farfante, 1945 ⇒ Chicoreus florifer (Reeve, 1846)
- Murex argo Clench & Pérez Farfante, 1945 ⇒ Chicoreus spectrum (Reeve, 1846)
- Murex argus Gmelin, 1791 ⇒ Argobuccinum pustulosum (Lightfoot, 1786)
- Murex argyna Mörch, 1852 ⇒ Chicoreus (Triplex) palmarosae (Lamarck, 1822)
- Murex arietinus Millet, 1865 † ⇒ Hexaplex arietinus (Millet, 1865) †
- Murex armatus A. Adams, 1854 ⇒ Murexsul armatus (A. Adams, 1854)
- Murex armigerus Settepassi, 1970 ⇒ Hexaplex trunculus (Linnaeus, 1758)
- Murex articulatus Reeve, 1845 ⇒ Siratus articulatus (Reeve, 1845)
- Murex aruanus Linnaeus, 1758 ⇒ Syrinx aruanus (Linnaeus, 1758)
- Murex asper Linnaeus, 1758 ⇒ Rhinoclavis aspera (Linnaeus, 1758)
- Murex asperrimus Lamarck, 1822 ⇒ Phyllonotus pomum (Gmelin, 1791)
- Murex atratus Born, 1778 ⇒ Cerithium atratum (Born, 1778)
- Murex attenuatus Montagu, 1803 ⇒ Mangelia attenuata (Montagu, 1803)
- Murex australiensis A. Adams, 1854 ⇒ Chicoreus (Triplex) brunneus (Link, 1807)
- Murex australis Gmelin, 1791 ⇒ Pelicaria vermis (Martyn, 1784)
- Murex australis Quoy & Gaimard, 1833 ⇒ Chicoreus denudatus (Perry, 1811)
- Murex axicornis Lamarck, 1822 ⇒ Chicoreus axicornis (Lamarck, 1822)
- Murex babingtoni G. B. Sowerby III, 1892 ⇒ Vaughtia babingtoni (G. B. Sowerby III, 1892)
- Murex babylonius Linnaeus, 1758 ⇒ Turris babylonia (Linnaeus, 1758)
- Murex badius Reeve, 1845 ⇒ Orania badia (Reeve, 1845)
- Murex baeticus Reeve, 1845 ⇒ Ocenebra edwardsii (Payraudeau, 1826)
- Murex balteatus G. B. Sowerby II, 1841 ⇒ Favartia balteata (G. B. Sowerby II, 1841)
- Murex bamffius Donovan, 1804 ⇒ Boreotrophon clathratus (Linnaeus, 1767)
- Murex bandarius Perry, 1811 ⇒ Pugilina morio (Linnaeus, 1758)
- Murex bandatus Perry, 1811 ⇒ Pugilina morio (Linnaeus, 1758)
- Murex banksii G. B. Sowerby II, 1841 ⇒ Chicoreus banksii (G. B. Sowerby II, 1841)
- Murex bantamensis K. Martin, 1895 † ⇒ Vokesimurex multiplicatus bantamensis (K. Martin, 1895) †
- Murex barclayi Reeve, 1858 ⇒ Naquetia barclayi (Reeve, 1858)
- Murex beauii P. Fischer & Bernardi, 1857 ⇒ Siratus beauii (P. Fischer & Bernardi, 1857)
- Murex beckii Philippi, 1847 ⇒ Hexaplex rosarium (Röding, 1798)
- Murex bednalli Brazier, 1878 ⇒ Timbellus bednalli (Brazier, 1878)
- Murex belcheri Hinds, 1843 ⇒ Forreria belcheri (Hinds, 1843)
- Murex bellegladeensis E. H. Vokes, 1963 † ⇒ Vokesimurex bellegladeensis (E. H. Vokes, 1963)
- Murex bellegladensis ⇒ Murex bellegladeensis E. H. Vokes, 1963 †
- Murex bellus Reeve, 1845 ⇒ Vokesimurex chrysostoma (G. B. Sowerby II, 1834)
- Murex benedictinus Lobbecke, 1879 ⇒ Chicoreus torrefactus (G. B. Sowerby II, 1841)
- Murex benoiti Tiberi, 1855 ⇒ Babelomurex benoiti (Tiberi, 1855)
- Murex bicarinatus W. Wood, 1828 ⇒ Turris cryptorrhaphe (G. B. Sowerby I, 1825)
- Murex bicolor Thiele, 1929 ⇒ Dermomurex bakeri (Hertlein & A. M. Strong, 1951)
- Murex bicolor Valenciennes, 1832 ⇒ Hexaplex erythrostomus (Swainson, 1831)
- Murex bicolor Cantraine, 1835 ⇒ Enginella leucozona (Philippi, 1844)
- Murex bicolor Risso, 1826 ⇒ Fusinus pulchellus (Philippi, 1840)
- Murex bicristatus Risso, 1826 ⇒ Ocenebra erinaceus (Linnaeus, 1758)
- Murex bifasciatus A. Adams, 1853 ⇒ Hexaplex bifasciatus (A. Adams, 1853)
- Murex bipinnatus Reeve, 1845 ⇒ Pterynotus bipinnatus (Reeve, 1845)
- Murex bipunctatus G. B. Sowerby II, 1879 ⇒ Pterochelus triformis (Reeve, 1845)
- Murex bituberculatus F. C. Baker, 1891 ⇒ Chicoreus capucinus (Lamarck, 1822)
- Murex blainvillei ⇒ Muricopsis cristata (Brocchi, 1814)
- Murex blainvillii Payraudeau, 1826 ⇒ Muricopsis cristata (Brocchi, 1814)
- Murex blakeanus Vokes, 1967 ⇒ Vokesimurex blakeanus (Vokes, 1967)
- Murex bobyini Kosuge, 1983 ⇒ Vokesimurex bobyini (Kosuge, 1983)
- Murex boivini Kiener, 1842 ⇒ Xanthochorus buxeus (Broderip, 1833)
- Murex bojadorensis Locard, 1897 ⇒ Favartia bojadorensis (Locard, 1897)
- Murex bombayanus Melvill, 1893 ⇒ Lataxiena bombayana (Melvill, 1893)
- Murex borealis Reeve, 1845 ⇒ Scabrotrophon fabricii (Møller, 1842)
- Murex bourguignati Poirier, 1883 ⇒ Chicoreus bourguignati (Poirier, 1883)
- Murex boveus Risso, 1826 ⇒ Ranella olearium (Linnaeus, 1758)
- Murex bracteatus Brocchi, 1814 ⇒ Coralliophila bracteata (Brocchi, 1814) †
- Murex branchi Clench, 1953 ⇒ Siratus beauii (P. Fischer & Bernardi, 1857)
- Murex brandariformis Locard, 1886 ⇒ Bolinus brandaris (Linnaeus, 1758)
- Murex brandaris Linnaeus, 1758 ⇒ Bolinus brandaris (Linnaeus, 1758)
- Murex brasiliensis G. B. Sowerby II, 1834 ⇒ Siratus senegalensis (Gmelin, 1791)
- Murex brassica Lamarck, 1822 ⇒ Hexaplex brassica (Lamarck, 1822)
- Murex brazieri Angas, 1878 ⇒ Favartia brazieri (Angas, 1878)
- Murex brevicauda Hébert, 1849 † ⇒ Timbellus brevicauda (Hébert, 1849) †
- Murex breviculus G. B. Sowerby II, 1834 ⇒ Favartia brevicula (G. B. Sowerby II, 1834)
- Murex brevifrons Lamarck, 1822 ⇒ Chicoreus brevifrons (Lamarck, 1822)
- Murex briskasii A. H. Verrill, 1953 ⇒ Siratus motacilla (Gmelin, 1791)
- Murex brocchii Monterosato, 1872 ⇒ Hadriania craticulata Bucquoy & Dautzenberg, 1882
- Murex broderipii Michelotti, 1841 ⇒ Xanthochorus buxeus (Broderip, 1833)
- Murex brunneus (Link, 1807) ⇒ Chicoreus brunneus (Link, 1807)
- Murex bufo Bruguière, 1792 ⇒ Marsupina bufo (Bruguière, 1792)
- Murex bufonia Gmelin, 1791 ⇒ Bursa bufonia (Gmelin, 1791)
- Murex burnetti Adams & Reeve, 1849 ⇒ Ceratostoma burnetti (Adams & Reeve, 1849)
- Murex burryi Clench & Pérez Farfante, 1945 ⇒ Hexaplex fulvescens (G. B. Sowerby II, 1834)
- Murex buxeus Broderip, 1833 ⇒ Xanthochorus buxeus (Broderip, 1833)
- Murex cabritii Bernardi, 1859 ⇒ Vokesimurex cabritii (Bernardi, 1859)
- Murex cailleti Petit de la Saussaye, 1856 ⇒ Siratus cailleti (Petit de la Saussaye, 1856)
- Murex calcar Kiener, 1842 ⇒ Siratus tenuivaricosus (Dautzenberg, 1927)
- Murex calcarius Dunker, 1860 ⇒ Ergalatax contracta (Reeve, 1846)
- Murex calfius Brusina, 1870 ⇒ Cumia reticulata (Blainville, 1829)
- Murex californicus Hinds, 1884 ⇒ Pteropurpura erinaceoides (Valenciennes, 1832)
- Murex caliginosus Reeve, 1845 ⇒ Pteropurpura falcata (G. B. Sowerby II, 1834)
- Murex canaliculatus Linnaeus, 1758 ⇒ Busycotypus canaliculatus (Linnaeus, 1758)
- Murex canaliferus G. B. Sowerby II, 1841 ⇒ Ponderia canalifera (G. B. Sowerby II, 1841)
- Murex cancellatus G. B. Sowerby II, 1841 ⇒ Tripterotyphis triangularis (A. Adams, 1856)
- Murex cancellinus Lamarck, 1803 † ⇒ Distorsio cancellina (Lamarck, 1803) †
- Murex candidus Gmelin, 1791 ⇒ Fusinus longissimus (Gmelin, 1791)
- Murex capensis G. B. Sowerby II, 1841 ⇒ Pteropurpura uncinaria (Lamarck, 1822)
- Murex capitellum Linnaeus, 1758 ⇒ Vasum capitellum (Linnaeus, 1758)
- Murex capucinus Lamarck, 1822 ⇒ Chicoreus capucinus (Lamarck, 1822)
- Murex carduus Broderip, 1833 ⇒ Acanthotrophon carduus (Broderip, 1833)
- Murex carica Gmelin, 1791 ⇒ Busycon carica (Gmelin, 1791)
- Murex carinatus Pennant, 1777 ⇒ Neptunea despecta (Linnaeus, 1758)
- Murex cariniferus G. B. Sowerby II, 1834 ⇒ Babelomurex cariniferus (Sowerby, 1834)
- Murex cariosus Wood, 1828 ⇒ Muricodrupa fenestrata (Blainville, 1832)
- Murex cariosus Linnaeus, 1767 ⇒ Melanopsis cariosa (Linnaeus, 1767)
- Murex castaneus G. B. Sowerby II, 1834 ⇒ Chicoreus capucinus (Lamarck, 1822)
- Murex castus A. Adams, 1854 ⇒ Favartia incisa (Broderip, 1833)
- Murex cataphractus G. B. Sowerby II, 1834 ⇒ Muricopsis cristata (Brocchi, 1814)
- Murex cataphractus Brocchi, 1814 † ⇒ Bathytoma cataphracta (Brocchi, 1814) †
- Murex caudatus Gmelin, 1791 ⇒ Ranularia caudata (Gmelin, 1791)
- Murex caudiculus Brusina, 1870 ⇒ Raphitoma leufroyi (Michaud, 1828)
- Murex cellulosa Conrad, 1846 ⇒ Favartia cellulosa (Conrad, 1846)
- Murex centrifuga Hinds, 1844 ⇒ Pteropurpura centrifuga (Hinds, 1844)
- Murex ceramicus Linnaeus, 1758 ⇒ Vasum ceramicum (Linnaeus, 1758)
- Murex cerata Wood, 1828 ⇒ Leucozonia cerata (W. Wood, 1828)
- Murex cervicornis Lamarck, 1822 ⇒ Chicoreus cervicornis (Lamarck, 1822)
- Murex chrysostoma G. B. Sowerby II, 1834 ⇒ Vokesimurex chrysostoma (G. B. Sowerby II, 1834)
- Murex ciboney Clench & Pérez Farfante, 1945 ⇒ Siratus ciboney (Clench & Pérez Farfante, 1945)
- Murex cichoreum Gmelin, 1791 ⇒ Hexaplex cichoreum (Gmelin, 1791)
- Murex cingulatus Gmelin, 1791 ⇒ Pirenella cingulata (Gmelin, 1791)
- Murex cinguliferus Lamarck, 1822 ⇒ Ocenebra erinaceus (Linnaeus, 1758)
- Murex cinosurus Chiereghini in Nardo, 1847 ⇒ Muricopsis cristata (Brocchi, 1814)
- Murex cirrosus Hinds, 1844 ⇒ Favartia cirrosa (Hinds, 1844)
- Murex citrinus M. Smith, 1940 ⇒ Vokesimurex rubidus (F. C. Baker, 1897)
- Murex clathratus Linnaeus, 1767 a⇒ Boreotrophon clathratus (Linnaeus, 1767)
- Murex clausii Dunker, 1879 ⇒ Chicoreus varius (G. B. Sowerby II, 1834)
- Murex clava Gmelin, 1791 ⇒ Pseudovertagus clava (Gmelin, 1791)
- Murex clavator Dillwyn, 1817 ⇒ Ranularia gutturnia (Röding, 1798)
- Murex clavatus Brocchi, 1814 † ⇒ Apertifusus clavatus (Brocchi, 1814) †
- Murex clavisherculis Röding, 1798 ⇒ Bolinus brandaris (Linnaeus, 1758)
- Murex clavus Kiener, 1842 ⇒ Pterynotus elongatus (Lightfoot, 1786)
- Murex clenchi Carcelles, 1953 ⇒ Trophon clenchi (Carcelles, 1953)
- Murex cnissodus Euthyme, 1889 ⇒ Chicoreus cnissodus (Euthyme, 1889)
- Murex coccineus Lesson, 1844 ⇒ Hexaplex erythrostomus (Swainson, 1831)
- Murex coccineus A. Adams, 1854 ⇒ Favartia minirosea (Abbott, 1954)
- Murex cochlidium Linnaeus, 1758 ⇒ Volegalea cochlidium (Linnaeus, 1758)
- Murex colpos Dall in Burch, 1955 ⇒ Chicoreus maurus (Broderip, 1833)
- Murex columbarium Gmelin, 1791 ⇒ Peristernia columbarium (Gmelin, 1791)
- Murex colus Linnaeus, 1758 ⇒ Fusinus colus (Linnaeus, 1758)
- Murex concatenata Lamarck, 1822 ⇒ Drupella rugosa (Born, 1778)
- Murex conditus Gmelin, 1791 ⇒ Bursa condita (Gmelin, 1791)
- Murex confusa Brazier, 1877 ⇒ Favartia confusa (Brazier, 1877)
- Murex conglobatus Michelotti, 1841 † ⇒ Hexaplex trunculus conglobatus (Michelotti, 1841) †
- Murex consuelae Vokes, 1963 ⇒ Siratus consuela (A. H. Verrill, 1950)
- Murex consul Gmelin, 1791 ⇒ Stramonita haemastoma (Linnaeus, 1767)
- Murex contrarius Linnaeus, 1771 ⇒ Neptunea contraria (Linnaeus, 1771)
- Murex conulus Olivi, 1792 ⇒ Mitrella scripta (Linnaeus, 1758)
- Murex corallinus Scacchi, 1836 ⇒ Ocinebrina corallina (Scacchi, 1836)
- Murex coreanicum A. Adams, 1854 ⇒ Ceratostoma burnetti (Adams & Reeve, 1849)
- Murex corneus Linnaeus, 1758 ⇒ Euthria cornea (Linnaeus, 1758)
- Murex cornutus Linnaeus, 1758 ⇒ Bolinus cornutus (Linnaeus, 1758)
- Murex corona Gmelin, 1791 ⇒ Melongena corona (Gmelin, 1791)
- Murex coronatus Risso, 1826 ⇒ Bolinus brandaris (Linnaeus, 1758)
- Murex coronatus Monterosato in Franceschini, 1906 ⇒ Hexaplex trunculus (Linnaeus, 1758)
- Murex coronatus Born, 1778 ⇒ Pseudovertagus aluco (Linnaeus, 1758)
- Murex corrugatus G. B. Sowerby II, 1841 ⇒ Chicoreus (Triplex) corrugatus corrugatus G. B. Sowerby II, 1841
- Murex costatus Pennant, 1777 ⇒ Mangelia costata (Pennant, 1777)
- Murex costatus Gmelin, 1791 ⇒ Siratus senegalensis (Gmelin, 1791)
- Murex costatus Born, 1778 ⇒ Monoplex parthenopeus (Salis Marschlins, 1793)
- Murex costellifer Sowerby J. de C., 1832 ⇒ Admete viridula (Fabricius, 1780)
- Murex costularis Lamarck, 1816 ⇒ Coralliophila costularis (Lamarck, 1816)
- Murex costulatus Risso, 1826 ⇒ Monoplex parthenopeus (Salis Marschlins, 1793)
- Murex cracherodi G. B. Sowerby II, 1879 ⇒ Vokesimurex rubidus (F. C. Baker, 1897)
- Murex crassilabrum G. B. Sowerby II, 1834 ⇒ Crassilabrum crassilabrum (G. B. Sowerby II, 1834)
- Murex crassispina Lamarck, 1822 ⇒ Murex scolopax Dillwyn, 1817
- Murex crassivaricosa Reeve, 1845 ⇒ Chicoreus brevifrons (Lamarck, 1822)
- Murex crassus Dillwyn, 1817 ⇒ Marsupina bufo (Bruguière, 1792)
- Murex crassus A. Adams, 1853 ⇒ Ocinebrellus inornatus (Récluz, 1851)
- Murex craticulatus Linnaeus, 1758 sensu Brocchi, 1814 ⇒ Hadriania craticulata Bucquoy & Dautzenberg, 1882
- Murex craticulatus Linnaeus, 1758 ⇒ Turrilatirus craticulatus (Linnaeus, 1758)
- Murex crawfordi G. B. Sowerby III, 1892 ⇒ Vaughtia scrobiculata (Dunker in Philippi, 1846)
- Murex crenifer Montrouzier, 1861 ⇒ Vitularia crenifer (Montrouzier, 1861)
- Murex crispata Holton, 1802 ⇒ Nucella lamellosa (Gmelin, 1791)
- Murex crispus Broderip, 1833 ⇒ Homalocantha tortua (Broderip in Sowerby, 1834)
- Murex cristatus Brocchi, 1814 ⇒ Muricopsis cristata (Brocchi, 1814)
- Murex cristatus Wood, 1828 ⇒ Purpurellus pinniger (Broderip, 1833)
- Murex crocatus Reeve, 1845 ⇒ Chicoreus banksii (G. B. Sowerby II, 1841)
- Murex crossei Lienard, 1873 ⇒ Pascula ozenneana (Crosse, 1861)
- Murex crouchi G. B. Sowerby III, 1894 ⇒ Favartia crouchi (G. B. Sowerby III, 1894)
- Murex cumingii A. Adams, 1853 ⇒ Naquetia cumingii (A. Adams, 1853)
- Murex curvirostris Wood, 1828 ⇒ Fasciolaria curvirostris (W. Wood, 1828)
- Murex cuspidatus G. B. Sowerby II, 1879 ⇒ Murexsul cuspidatus (G. B. Sowerby II, 1879)
- Murex cuspidiferus Dall, 1924 ⇒ Babelomurex couturieri (Jousseaume, 1898)
- Murex cutaceus Linnaeus, 1767 ⇒ Cabestana cutacea (Linnaeus, 1767)
- Murex cyacantha G. B. Sowerby II, 1879 ⇒ Chicoreus virgineus (Röding, 1798)
- Murex cyclopterus Millet, 1865 † ⇒ Purpurellus cyclopterus (Millet, 1865) †
- Murex cyclopus (Monterosato, 1884) ⇒ Murexsul aradasii (Monterosato, 1883)
- Murex cyclostoma G. B. Sowerby II, 1841 ⇒  Favartia cyclostoma (G. B. Sowerby II, 1841)
- Murex cyrilli Scacchi, 1833 ⇒ Raphitoma linearis (Montagu, 1803)
- Murex damicornis Hedley, 1903 ⇒ Chicoreus damicornis (Hedley, 1903)
- Murex dearmatus Odhner, 1922 ⇒ Pteropurpura dearmata (Odhner, 1922)
- Murex decollatus Linnaeus, 1767 ⇒ Cerithidea decollata (Linnaeus, 1767)
- Murex decussatus Gmelin, 1791 ⇒ Jaton decussatus (Gmelin, 1791)
- Murex decussatus Reeve, 1845 ⇒ Murichorda fiscellum (Gmelin, 1791)
- Murex delicatus M. Smith, 1940 ⇒ Vokesimurex rubidus (F. C. Baker, 1897)
- Murex densus H. Adams & A. Adams, 1853 ⇒ Hexaplex angularis (Lamarck, 1822)
- Murex dentatus Anton, 1838 ⇒ Muricopsis cristata (Brocchi, 1814)
- Murex dentifer R. B. Watson, 1883 ⇒ Vokesimurex dentifer dentifer (R. B. Watson, 1883)
- Murex depressospinosus Dunker, 1869 ⇒ Hexaplex cichoreum (Gmelin, 1791)
- Murex despectus A. Adams, 1854 ⇒ Chicoreus (Triplex) brunneus (Link, 1807)
- Murex despectus Linnaeus, 1758 ⇒ Neptunea despecta (Linnaeus, 1758)
- Murex diadema A. Adams, 1854 ⇒ Babelomurex diadema (A. Adams, 1854)
- Murex diadema Aradas & Benoit, 1876 ⇒ Murexsul aradasii (Monterosato, 1883)
- Murex diaphanus Gmelin, 1791 ⇒ Hexaplex cichoreum (Gmelin, 1791)
- Murex dichrous Tapparone Canefri, 1880 ⇒ Morula dichrous (Tapparone Canefri, 1880)
- Murex digitatus G. B. Sowerby II, 1841 ⇒ Homalocantha digitata (G. B. Sowerby II, 1841)
- Murex dilectus A. Adams, 1855 ⇒ Chicoreus florifer (Reeve, 1846)
- Murex diomedaea Dall, 1908 ⇒ Favartia diomedaea (Dall, 1908)
- Murex dipsacus Broderip, 1833 ⇒ Murexsul dipsacus (Broderip, 1833)
- Murex distinctus Cristofori & Jan, 1832 † ⇒ Dermomurex distinctus (Cristofori & Jan, 1832) †
- Murex dolarium Linnaeus, 1767 ⇒ Cabestana cutacea (Linnaeus, 1767)
- Murex doliare Brocchi, 1814 † ⇒ Monoplex parthenopeus (Salis Marschlins, 1793)
- Murex dollfusi Lamy, 1938 ⇒ Cytharomorula dollfusi (Lamy, 1938)
- Murex donmoorei Bullis, 1964 ⇒ Vokesimurex donmoorei (Bullis, 1964)
- Murex dorbignyi (Payraudeau, 1826) ⇒ Pollia dorbignyi (Payraudeau, 1826)
- Murex draco Röding, 1798 ⇒ Pterynotus elongatus (Lightfoot, 1786)
- Murex dubius G. B. Sowerby II, 1841 ⇒ Muricopsis zeteki Hertlein & A. M. Strong, 1951
- Murex ducalis Broderip & G. B. Sowerby I, 1829 ⇒ Hexaplex brassica (Lamarck, 1822)
- Murex dufrenoyi Grateloup, 1845 † ⇒ Jaton dufrenoyi (Grateloup, 1845) †
- Murex dujardini Tournouër, 1875 ⇒ Chicoreus foliosus (Bellardi, 1873) †
- Murex dumosus de Stefani, 1875 ⇒ Hexaplex trunculus (Linnaeus, 1758)
- Murex dunkeri F. Krauss, 1848 ⇒ Vaughtia dunkeri (F. Krauss, 1848)
- Murex duplicatus Pusch, 1837 ⇒ Murex trapa Röding, 1798
- Murex duplicatus Donovan, 1800 ⇒ Neptunea despecta (Linnaeus, 1758)
- Murex duplicatus Mörch, 1852 ⇒ Murex pecten pecten Lightfoot, 1786
- Murex duthiersi Vélain, 1877 ⇒ Ocenebra erinaceus (Linnaeus, 1758)
- Murex echinatus Brocchi, 1814 ⇒ Raphitoma echinata (Brocchi, 1814)
- Murex ednae M. Smith, 1940 ⇒ Murexsul interserratus (G. B. Sowerby II, 1879)
- Murex edwardsi ⇒ Ocinebrina edwardsii (Payraudeau, 1826)
- Murex edwardsii (Payraudeau, 1826) ⇒ Ocinebrina edwardsii (Payraudeau, 1826)
- Murex effosus Solander, 1766 † ⇒ Rimella rimosa (Solander, 1766) †
- Murex elegans Donovan, 1804 ⇒ Raphitoma elegans (Donovan, 1804)
- Murex elegans G. B. Sowerby II, 1841 ⇒ Siratus perelegans (Vokes, 1965)
- Murex elenensis Dall, 1909 ⇒ Vokesimurex elenensis (Dall, 1909)
- Murex elongatus [Lightfoot], 1786 ⇒ Pterynotus elongatus (Lightfoot, 1786)
- Murex elongatus Lamarck, 1822 ⇒ Chicoreus brevifrons (Lamarck, 1822)
- Murex emarginatus G. B. Sowerby II, 1841 ⇒ Ceratostoma fournieri (Crosse, 1861)
- Murex emarginatus Donovan, 1804 ⇒ Comarmondia gracilis (Montagu, 1803)
- Murex embryoliratus P. J. Fischer, 1927 † ⇒ Vokesimurex multiplicatus multiplicatus (G. B. Sowerby III, 1895)
- Murex endermonis E. A. Smith, 1875 ⇒ Ocenebra inornata (Récluz, 1851)
- Murex endiviaLamarck, 1822 ⇒ Hexaplex cichoreum (Gmelin, 1791)
- Murex eos Hutton, 1873 ⇒ Prototyphis eos (Hutton, 1873)
- Murex erinaceoides Valenciennes, 1832 ⇒ Pteropurpura erinaceoides (Valenciennes, 1832)
- Murex erinaceus Linnaeus, 1758 ⇒ Ocenebra erinaceus (Linnaeus, 1758)
- Murex erithrostomus Dufo, 1840 ⇒ Chicoreus (Triplex) brunneus (Link, 1807)
- Murex erosus Broderip, 1833 ⇒ Favartia erosa (Broderip, 1833)
- Murex erroneus Monterosato in Poirier, 1883 ⇒ Ocinebrina hispidula (Pallary, 1904)
- Murex erythraeus P. Fischer, 1870 ⇒ Chicoreus virgineus (Röding, 1798)
- Murex erythrostoma Swainson, 1840 ⇒ Haustellum haustellum (Linnaeus, 1758)
- Murex erythrostomus Swainson, 1831 ⇒ Hexaplex erythrostomus (Swainson, 1831)
- Murex espinosus Hutton, 1885 ⇒ Murexsul espinosus (Hutton, 1885)
- Murex espinosus Macpherson, 1959 ⇒ Haustellum tweedianum (Macpherson, 1962)
- Murex esychus Dall, 1925 ⇒ Pteropurpura esycha (Dall, 1925)
- Murex euracanthus A. Adams, 1853 ⇒ Spinidrupa euracantha (A. Adams, 1853)
- Murex eurypteron Reeve, 1845 ⇒ Ocinebrellus falcatus (G. B. Sowerby II, 1834)
- Murex eurystomus Swainson, 1833 ⇒ Hexaplex duplex (Röding, 1798)
- Murex exfoliatus (G. B. Sowerby II, 1882) ⇒ Attiliosa nodulifera (G. B. Sowerby II, 1841)
- Murex exiguus Kiener, 1842 ⇒ Murexsul kieneri (Reeve, 1845)
- Murex exiguus Broderip, 1833 ⇒ Favartia exigua (Broderip, 1833)
- Murex exiguus Reeve, 1845 ⇒ Favartia mundus (Reeve, 1849)
- Murex exiguus Garrett, 1857 ⇒ Favartia garrettii (Pease, 1868)
- Murex eximius Brazier, 1877 ⇒ Vokesimurex multiplicatus multiplicatus (G. B. Sowerby III, 1895)
- Murex expansus G. B. Sowerby II, 1860 ⇒ Pteropurpura plorator (A. Adams & Reeve, 1845)
- Murex exquisitus G. B. Sowerby III, 1904 ⇒ Subpterynotus exquisitus (G. B. Sowerby III, 1904)
- Murex falcatiformis Thiele, 1925 ⇒ Pazinotus falcatiformis (Thiele, 1925)
- Murex falcatus G. B. Sowerby II, 1834 ⇒ Ocinebrellus falcatus (G. B. Sowerby II, 1834)
- Murex falcatus Sandri & Danilo, 1856 ⇒ Hexaplex trunculus (Linnaeus, 1758)
- Murex fallax E. A. Smith, 1901 ⇒ Haustellum fallax (E. A. Smith, 1901)
- Murex fasciatus Gmelin, 1791 ⇒ Hexaplex cichoreum (Gmelin, 1791)
- Murex fasciatus G. B. Sowerby II, 1841 ⇒ Inermicosta inermicosta (Vokes, 1964)
- Murex fasciatus Risso, 1826 ⇒ Hexaplex trunculus (Linnaeus, 1758)
- Murex femorale Linnaeus, 1758 ⇒ Cymatium femorale (Linnaeus, 1758)
- Murex fenestella Schröter, 1805 ⇒ Pterynotus martinetanus (Röding, 1798)
- Murex fenestrata Dillwyn, 1817 ⇒ Pterynotus martinetanus (Röding, 1798)
- Murex ferrugineus Eschscholtz, 1829 ⇒ Nucella lamellosa (Gmelin, 1791)
- Murex ferrugo Wood, 1828 ⇒ Chicoreus virgineus (Röding, 1798)
- Murex festivus Hinds, 1844 ⇒ Pteropurpura festiva (Hinds, 1844)
- Murex ficus Linnaeus, 1758 ⇒ Ficus ficus (Linnaeus, 1758)
- Murex ficus Gmelin, 1791 ⇒ Volema pyrum (Gmelin, 1791)
- Murex fimbriatus Mawe, 1823 ⇒ Drupina grossularia (Röding, 1798)
- Murex fimbriatus Lamarck, 1822 ⇒ Murexsul planiliratus (Reeve, 1845)
- Murex fimbriatus [Lightfoot], 1786 ⇒ Trophon geversianus (Pallas, 1774)
- Murex fimbriatus Brocchi, 1814 † ⇒ Tarantinaea fimbriata (Brocchi, 1814) †
- Murex fimbriatus A. Adams, 1854 ⇒ Maxwellia santarosana (Dall, 1905)
- Murex finlayi Clench, 1955 ⇒ Siratus articulatus (Reeve, 1845)
- Murex fiscellum Gmelin, 1791 ⇒ Murichorda fiscellum (Gmelin, 1791)
- Murex fistulatus Risso, 1826 ⇒ Typhinellus labiatus (de Cristofori & Jan, 1832)
- Murex flavidus Jousseaume, 1874 ⇒ Jaton flavidus (Jousseaume, 1874)
- Murex flexirostris Melvill, 1898 ⇒ Favartia flexirostris (Melvill, 1898)
- Murex florifer Reeve, 1846 ⇒ Chicoreus florifer (Reeve, 1846)
- Murex foliatus Gmelin, 1791 ⇒ Ceratostoma foliatum (Gmelin, 1791)
- Murex foliatus Schumacher, 1817 ⇒ Trophon geversianus (Pallas, 1774)
- Murex foliosus Bellardi, 1873 † ⇒ Chicoreus foliosus (Bellardi, 1873) †
- Murex fontainei Tryon, 1880 ⇒ Muregina lugubris (Broderip, 1833)
- Murex foraminiferus Tapparone Canefri in Kobelt, 1877 ⇒ Favartia cyclostoma (G. B. Sowerby II, 1841)
- Murex forceps Perry, 1811 ⇒ Fusinus forceps (Perry, 1811)
- Murex formosus G. B. Sowerby II, 1841 ⇒ Siratus formosus (G. B. Sowerby II, 1841)
- Murex fortis Risso, 1826 ⇒ Fusinus syracusanus (Linnaeus, 1758)
- Murex fortispinna François, 1891 ⇒ Chicoreus ramosus (Linnaeus, 1758)
- Murex fournieri Crosse, 1861 ⇒ Ceratostoma fournieri (Crosse, 1861)
- Murex foveolatus Pease, 1869 ⇒ Favartia peasei (Tryon, 1880)
- Murex foveolatus Hinds, 1844 ⇒ Paciocinebrina foveolata (Hinds, 1844)
- Murex fricki Crosse, 1865 ⇒ Favartia humilis (Broderip, 1833)
- Murex frondosus sensu Martini Mörch, 1852 ⇒ Chicoreus ramosus (Linnaeus, 1758)
- Murex fruticosus Gould, 1849 ⇒ Attiliosa nodulifera (G. B. Sowerby II, 1841)
- Murex fucus Gmelin, 1791 ⇒ Thais nodosa (Linnaeus, 1758)
- Murex fulvescens G. B. Sowerby II, 1834 ⇒ Hexaplex fulvescens (G. B. Sowerby II, 1834)
- Murex funafutiensis Hedley, 1899 ⇒ Pygmaepterys funafutiensis (Hedley, 1899)
- Murex funiculatus Reeve, 1845 ⇒ Vokesimurex messorius (G. B. Sowerby II, 1841)
- Murex funiculus Wood, 1828 ⇒ Muricodrupa fiscellum (Gmelin, 1791)
- Murex fuscatus Linnaeus, 1758 ⇒ Tympanotonus fuscatus (Linnaeus, 1758)
- Murex fuscus Gmelin, 1791 ⇒ Pachymelania fusca (Gmelin, 1791)
- Murex fusiformis Gmelin, 1791 ⇒ Muricopsis fusiformis (Gmelin, 1791)
- Murex fusulus Brocchi, 1814 ⇒ Orania fusulus (Brocchi, 1814)
- Murex fusus Linnaeus, 1758 ⇒ Tibia fusus (Linnaeus, 1758)
- Murex galapagana Emerson & D'Attilio, 1970 ⇒ Paziella galapagana (Emerson & D'Attilio, 1970)
- Murex galea Dillwyn, 1823 ⇒ Coralliophila galea (Dillwyn, 1823)
- Murex gallica Dollfus, 1926 ⇒ Hexaplex trunculus (Linnaeus, 1758)
- Murex gallicus Dollfus, 1923 ⇒ Hexaplex trunculus (Linnaeus, 1758)
- Murex gallinago G. B. Sowerby III, 1903 ⇒ Vokesimurex gallinago (G. B. Sowerby III, 1903)
- Murex gambiensis Reeve, 1845 ⇒ Purpurellus gambiensis (Reeve, 1845)
- Murex garciai Petuch, 1987 ⇒ Vokesimurex garciai (Petuch, 1987)
- Murex garrettii Pease, 1868 ⇒ Favartia garrettii (Pease, 1868)
- Murex gaza M. Smith, 1940 ⇒ Pteropurpura festiva (Hinds, 1844)
- Murex gemma G. B. Sowerby II, 1879 ⇒ Maxwellia gemma (G. B. Sowerby II, 1879)
- Murex gibbosus Born, 1778 ⇒ Clathrodrillia gibbosa (Born, 1778)
- Murex gibbosus Lamarck, 1822 ⇒ Jaton decussatus (Gmelin, 1791)
- Murex gibbulus Gmelin, 1791 ⇒ Latirus gibbulus (Gmelin, 1791)
- Murex girisus de Gregorio, 1885 ⇒ Bolinus brandaris (Linnaeus, 1758)
- Murex globosus Emmons, 1858 ⇒ Phyllonotus globosus Emmons, 1858
- Murex glyptus M. Smith, 1938 † ⇒ Favartia glypta (M. Smith, 1938)
- Murex goniophorus Euthyme, 1889 ⇒ Hexaplex angularis (Lamarck, 1822)
- Murex gracilis Montagu, 1803 ⇒ Comarmondia gracilis (Montagu, 1803)
- Murex gracilis Brocchi, 1814 ⇒ Aporrhais pespelecani (Linnaeus, 1758)
- Murex granosus Helbling, 1779 ⇒ Gemmula granosus (Helbling, 1779)
- Murex granulatus Linnaeus, 1758 ⇒ Rhinoclavis aspera (Linnaeus, 1758)
- Murex gravidus Hinds, 1844 ⇒ Favartia (Favartia) emersoni Radwin & D'Attilio, 1976
- Murex gubbi Reeve, 1849 ⇒ Chicocenebra gubbi (Reeve, 1849)
- Murex gundlachi Dunker, 1883 ⇒ Siratus gundlachi (Dunker, 1883)
- Murex gyrinoides Brocchi, 1814 ⇒ Charonia lampas (Linnaeus, 1758)
- Murex gyrinus Linnaeus, 1758 ⇒ Gyrineum gyrinum (Linnaeus, 1758)
- Murex hamatus Hinds, 1844 ⇒ Pterorytis hamatus (Hinds, 1844)
- Murex haneti Petit de la Saussaye, 1856 ⇒ Urosalpinx haneti (Petit de la Saussaye, 1856)
- Murex hanleyi Dautzenberg, 1887 ⇒ Ocenebra erinaceus (Linnaeus, 1758)
- Murex haustellum Linnaeus, 1758 ⇒ Haustellum haustellum (Linnaeus, 1758)
- Murex helenae Verrill, 1953 ⇒ Pterochelus ariomus (Clench & Pérez Farfante, 1945)
- Murex hellerianus Brusina, 1866 ⇒ Ocinebrina helleri (Brusina, 1865)
- Murex hemitripterus Lamarck, 1816 ⇒ Jaton hemitripterus (Lamarck, 1816)
- Murex hermani Vélain, 1877 ⇒ Bedeva paivae (Crosse, 1864)
- Murex heros Fulton, 1936 ⇒ Murex troscheli heros Fulton, 1936
- Murex hexagonus Gmelin, 1791 † ⇒ Pyrazopsis angulatus (Solander, 1766) †
- Murex hexagonus Lamarck, 1816 ⇒ Murexsul pacaudi Van Hyfte & Danvin, 2018
- Murex hidalgoi Crosse, 1869 ⇒ Favartia hidalgoi (Crosse, 1869)
- Murex hippocastanum Linnaeus, 1758 ⇒ Volema myristica Röding, 1798
- Murex hippocastanum Philippi, 1845 ⇒ Hexaplex erythrostomus (Swainson, 1831)
- Murex hirasei Dautzenberg (ms) in Hirase, 1915 ⇒ Vokesimurex hirasei (Hirase, 1915)
- Murex hirsutus Poirier, 1883 ⇒ Hexaplex angularis (Lamarck, 1822)
- Murex histrix Roding, 1798 ⇒ Murex pecten pecten Lightfoot, 1786
- Murex hoplites P. Fischer, 1876 ⇒ Hexaplex duplex (Röding, 1798)
- Murex horridus Broderip, 1833 ⇒ Xanthochorus buxeus (Broderip, 1833)
- Murex humilis Broderip, 1833 ⇒ Favartia humilis (Broderip, 1833)
- Murex huttoniae B. H. Wright, 1878 ⇒ Chicoreus (Triplex) brunneus (Link, 1807)
- Murex hybridus Aradas & Benoit, 1876 ⇒ Ocenebra hybrida (Aradas & Benoit, 1876)
- Murex hystrix Linnaeus, 1758 ⇒ Drupa ricinus (Linnaeus, 1758)
- Murex hystrix sensu Mörch, 1852 ⇒ Murex scolopax Dillwyn, 1817
- Murex imbricatus Chiereghini in Nardo, 1847 ⇒ Ocenebra erinaceus (Linnaeus, 1758)
- Murex imbricatus Higgins & Marratt, 1877 ⇒ Chicoreus spectrum (Reeve, 1846)
- Murex imperialis Swainson, 1831 ⇒ Phyllonotus margaritensis (Abbott, 1958)
- Murex incisa Broderip, 1833 ⇒ Favartia incisa (Broderip, 1833)
- Murex inconspicuus G. B. Sowerby II, 1841 ⇒ Ocinebrina aciculata (Lamarck, 1822)
- Murex inermis G. B. Sowerby II, 1841 ⇒ Dermomurex infrons Vokes, 1974
- Murex inermis Philippi, 1836 ⇒ Muricopsis cristata (Brocchi, 1814)
- Murex infans E. A. Smith, 1884 ⇒ Spinidrupa infans (E. A. Smith, 1884)
- Murex inflatus Lamarck, 1822 ⇒ Chicoreus ramosus (Linnaeus, 1758)
- Murex inflatus Brocchi, 1814 † ⇒ Pisanianura inflata (Brocchi, 1814) †
- Murex infundibulum Gmelin, 1791 ⇒ Polygona infundibulum (Gmelin, 1791)
- Murex inglorius Crosse, 1865 ⇒ Ocenebra ingloria (Crosse, 1865)
- Murex inornatus Récluz, 1851 ⇒ Ocinebrellus inornatus (Récluz, 1851)
- Murex inornatus A. Adams, 1853 ⇒ Hexaplex angularis (Lamarck, 1822)
- Murex intermedius C. B. Adams, 1850 ⇒ Favartia alveata (Kiener, 1842)
- Murex intermedius Brocchi, 1814 ⇒ Monoplex parthenopeus (Salis Marschlins, 1793)
- Murex interserratus G. B. Sowerby II, 1879 ⇒ Murexsul interserratus (G. B. Sowerby II, 1879)
- Murex iostoma A. Adams, 1853 ⇒ Spinidrupa euracantha (A. Adams, 1853)
- Murex iostoma G. B. Sowerby II, 1834 ⇒ Muricodrupa fiscellum (Gmelin, 1791)
- Murex islandicus Mohr, 1786 ⇒ Colus islandicus (Mohr, 1786)
- Murex jamaicensis G. B. Sowerby II, 1879 ⇒ Favartia cellulosa (Conrad, 1846)
- Murex jamracki Martens, 1861 ⇒ Pterotyphis fimbriatus (A. Adams, 1854)
- Murex japonicus Dunker, 1860 ⇒ Ocinebrellus inornatus (Récluz, 1851)
- Murex jatonus Lamarck, 1816 ⇒ Jaton decussatus (Gmelin, 1791)
- Murex javanus Linnaeus, 1767 ⇒ Turricula javana (Linnaeus, 1767)
- Murex jickelii Tapparone Canefri, 1875 ⇒ Naquetia jickelii (Tapparone Canefri, 1875)
- Murex jousseaumei Poirier, 1883 ⇒ Chicoreus (Triplex) microphyllus (Lamarck, 1816)
- Murex kawamurai Shikama, 1964 ⇒ Chicoreus axicornis (Lamarck, 1822)
- Murex kieneri Reeve, 1845 ⇒ Murexsul kieneri (Reeve, 1845)
- Murex kiiensis Kira, 1959 ⇒ Vokesimurex kiiensis (Kira, 1959)
- Murex kuesterianus Tapparone Canefri, 1875 ⇒ Hexaplex kuesterianus (Tapparone Canefri, 1875)
- Murex kusterianus ⇒ Hexaplex kuesterianus (Tapparone Canefri, 1875)
- Murex labiatus de Cristofori & Jan, 1832 ⇒ Typhinellus labiatus (de Cristofori & Jan, 1832)
- Murex labiosus Chiereghini in Nardo, 1847 ⇒ Ocenebra erinaceus (Linnaeus, 1758)
- Murex labiosus Gray, 1828 ⇒ Crassilabrum crassilabrum (G. B. Sowerby II, 1834)
- Murex labiosus W. Wood, 1828 ⇒ Turritriton labiosus (W. Wood, 1828)
- Murex laceratum Deshayes, 1856 ⇒ Babelomurex cariniferus (Sowerby, 1834)
- Murex lacerus Born, 1778 ⇒ Indothais lacera (Born, 1778)
- Murex laciniatus G. B. Sowerby II, 1841 ⇒ Chicomurex laciniatus (G. B. Sowerby II, 1841)
- Murex lactuca Eschscholtz, 1829 ⇒ Nucella lamellosa (Gmelin, 1791)
- Murex lamberti Poirier, 1883 ⇒ Homalocantha lamberti (Poirier, 1883)
- Murex lamelliferus Dunker, 1871 ⇒ Lataxiena fimbriata (Hinds, 1844)
- Murex lamellosus Gmelin, 1791 ⇒ Trophon plicatus (Lightfoot, 1786)
- Murex laminiferus Reeve, 1845 ⇒ Lataxiena fimbriata (Hinds, 1844)
- Murex lampas Linnaeus, 1758 ⇒ Charonia lampas (Linnaeus, 1758)
- Murex lancea Gmelin, 1791 ⇒ Dolicholatirus lancea (Gmelin, 1791)
- Murex lappa Broderip, 1833 ⇒ Favartia lappa (Broderip, 1833)
- Murex laqueatus G. B. Sowerby II, 1841 ⇒ Chicoreus laqueatus (G. B. Sowerby II, 1841)
- Murex lassaignei (Basterot, 1825) sensu Deshayes, 1835 ⇒ Ocinebrina edwardsii (Payraudeau, 1826)
- Murex latifolius Bellardi, 1872 † ⇒ Timbellus latifolius (Bellardi, 1872) †
- Murex lawsi P. A. Maxwell, 1971 † ⇒ Chicoreus lawsi (P. A. Maxwell, 1971) †
- Murex lebacanus K. Martin, 1895 † ⇒ Murex (Murex) occa G. B. Sowerby II, 1834
- Murex leeanus Dall, 1890 ⇒ Calcitrapessa leeana (Dall, 1890)
- Murex lepidus Reeve, 1845 ⇒ Favartia vittata (Broderip, 1833)
- Murex leucas Locard, 1897 ⇒ Timbellus leucas (Locard, 1897)
- Murex leucoderma Scacchi, 1836 ⇒ Dermomurex scalaroides (Blainville, 1829)
- Murex levicula (Dall, 1889) ⇒ Favartia levicula (Dall, 1889)
- Murex licinus Hedley & Petterd, 1906 ⇒ Emozamia licina (Hedley & Petterd, 1906)
- Murex lienardi Crosse, 1873 ⇒ Pterynotus barclayanus (H. Adams, 1873)
- Murex lignarius Linnaeus, 1758 ⇒ Tarantinaea lignaria (Linnaeus, 1758)
- Murex lignarius A. Adams, 1853 ⇒ Chicoreus capucinus (Lamarck, 1822)
- Murex lignosus Gmelin, 1791 ⇒ Latirus lignosus (Gmelin, 1791)
- Murex lima Gmelin, 1791 ⇒ Nucella lima (Gmelin, 1791)
- Murex lindajoycae Petuch, 1987 ⇒ Vokesimurex anniae (M. Smith, 1940)
- Murex linearis Montagu, 1803 ⇒ Cyrillia linearis (Montagu, 1803)
- Murex lineatus Gmelin, 1791 ⇒ Buccinulum linea (Martyn, 1784)
- Murex lineatus Millet, 1865 † ⇒ Favartia milleti Ceulemans, van Dingenen, Merle & Landau, 2016 †
- Murex lingua Dillwyn, 1817 ⇒ Jaton decussatus (Gmelin, 1791)
- Murex linguavervecina Reeve, 1845 ⇒ Jaton decussatus (Gmelin, 1791)
- Murex literatus ⇒ Cerithium litteratum (Born, 1778)
- Murex litteratus Born, 1778 ⇒ Cerithium litteratum (Born, 1778)
- Murex lividus Carpenter, 1857 ⇒ Vokesimurex lividus (Carpenter, 1857)
- Murex locus Molina, 1792 ⇒ Concholepas concholepas (Bruguière, 1789)
- Murex longicornis Dunker, 1864 ⇒ Chicoreus longicornis (Dunker, 1864)
- Murex longiroster Brocchi, 1814 † ⇒ Angustifusus longiroster (Brocchi, 1814) †
- Murex longissimus Gmelin, 1791 ⇒ Fusinus longissimus (Gmelin, 1791)
- Murex lotorium Linnaeus, 1758 ⇒ Lotoria lotoria (Linnaeus, 1758)
- Murex luculentus Reeve, 1845 ⇒ Lataxiena fimbriata (Hinds, 1844)
- Murex lugubris Broderip, 1833 ⇒ Muregina lugubris (Broderip, 1833)
- Murex lyratus A. Adams, 1853 ⇒ Hexaplex angularis (Lamarck, 1822)
- Murex lyratus Gmelin, 1791 ⇒ Neptunea lyrata (Gmelin, 1791)
- Murex macgillivrayi Dohrn, 1862 ⇒ Murex brevispina macgillivrayi Dohrn, 1862
- Murex macgintyi M. Smith, 1938 † ⇒ Favartia (Murexiella) macgintyi (M. Smith, 1938) †
- Murex macropterus Deshayes, 1839 ⇒ Pteropurpura macroptera (Deshayes, 1839)
- Murex maculatus Reeve, 1845 ⇒ Favartia maculata (Reeve, 1845)
- Murex maculatus A. H. Verrill, 1950 ⇒ Murex carbonnieri (Jousseaume, 1881)
- Murex maculosus Gmelin, 1791 ⇒ Colubraria maculosa (Gmelin, 1791)
- Murex magellanicus Gmelin, 1791 ⇒ Trophon geversianus (Pallas, 1774)
- Murex malabaricus E. A. Smith, 1894 ⇒ Vokesimurex malabaricus (E. A. Smith, 1894)
- Murex mancinella Linnaeus, 1758 ⇒ Mancinella alouina (Röding, 1798)
- Murex marcoensis G. B. Sowerby III, 1900 ⇒ Vokesimurex rubidus (F. C. Baker, 1897)
- Murex margaritaceus Brocchi, 1814 † ⇒ Mesohalina margaritacea (Brocchi, 1814) †
- Murex margaritensis Abbott, 1958 ⇒ Phyllonotus margaritensis (Abbott, 1958)
- Murex margariticola Broderip in Broderip & Sowerby, 1833 ⇒ Drupella margariticola (Broderip, 1833)
- Murex marjoriae Melvill & Standen, 1903 ⇒ Favartia (Favartia) marjoriae (Melvill & Standen, 1903)
- Murex maroccensis Gmelin, 1791 ⇒ Fusinus maroccensis (Gmelin, 1791)
- Murex martinianus Pfeiffer, 1840 ⇒ Pterynotus alatus (Röding, 1798)
- Murex martinianus Reeve, 1845 ⇒ Murex trapa Röding, 1798
- Murex maurus Broderip, 1833 ⇒ Chicoreus maurus (Broderip, 1833)
- Murex medicago R. B. Watson, 1897 ⇒ Murexsul aradasii (Monterosato, 1883)
- Murex megacerus G. B. Sowerby II, 1834 ⇒ Hexaplex megacerus (G. B. Sowerby II, 1834)
- Murex melanamathos Gmelin, 1791 ⇒ Homalocantha melanamathos (Gmelin, 1791)
- Murex melanoleuca Mörch, 1852 ⇒ Hexaplex ambiguus (Reeve, 1845)
- Murex melongena Linnaeus, 1758 ⇒ Melongena melongena (Linnaeus, 1758)
- Murex melonulus Lamarck, 1822 ⇒ Hexaplex rosarium (Röding, 1798)
- Murex messorius G. B. Sowerby II, 1841 ⇒ Vokesimurex messorius (G. B. Sowerby II, 1841)
- Murex metaxa Delle Chiaje, 1828 ⇒ Metaxia metaxa (Delle Chiaje, 1828)
- Murex mexicanus Stearns, 1894 ⇒ Chicoreus maurus (Broderip, 1833)
- Murex mexicanus Petit de la Saussaye, 1852 ⇒ Phyllonotus mexicanus (Petit de la Saussaye, 1852)
- Murex meyendorffii Calcara, 1845 ⇒ Coralliophila meyendorffii (Calcara, 1845)
- Murex microphyllus Lamarck, 1816 ⇒ Chicoreus (Triplex) microphyllus (Lamarck, 1816)
- Murex miliaris Gmelin, 1791 ⇒ Vitularia miliaris (Gmelin, 1791)
- Murex mindanaoensis G. B. Sowerby II, 1841 ⇒ Vokesimurex mindanaoensis (G. B. Sowerby II, 1841)
- Murex minima Dautzenberg, 1910 ⇒ Hexaplex duplex (Röding, 1798)
- Murex minimus Gmelin, 1791 ⇒ Lampanella minima (Gmelin, 1791)
- Murex minor Euthyme, 1889 ⇒ Chicoreus cnissodus (Euthyme, 1889)
- Murex mitraeformis Brocchi, 1814 † ⇒ Metula mitraeformis (Brocchi, 1814) †
- Murex mitriformis Wood W., 1828 ⇒ Genota mitriformis (Wood W., 1828)
- Murex mitriformis G. B. Sowerby II, 1841 ⇒ Poropteron graagae (Coen, 1943)
- Murex monachus Crosse, 1862 ⇒ Ceratostoma rorifluum (Adams & Reeve, 1849)
- Murex monoceros d'Orbigny, 1841 ⇒ Muregina lugubris (Broderip, 1833)
- Murex monoceros G. B. Sowerby II, 1841 ⇒ Ceratostoma monoceros (G. B. Sowerby II, 1841)
- Murex monodon Eschscholtz, 1829 ⇒ Ceratostoma foliatum (Gmelin, 1791)
- Murex monodon G. B. Sowerby I, 1825 ⇒ Chicoreus cornucervi (Röding, 1798)
- Murex monospinosus Serradell, 1912 ⇒ Bolinus brandaris (Linnaeus, 1758)
- Murex moquinianus Duval, 1853 ⇒ Hexaplex megacerus (G. B. Sowerby II, 1834)
- Murex moreanus de Gregorio, 1885 ⇒ Bolinus brandaris (Linnaeus, 1758)
- Murex moriformis Lesson, 1844 ⇒ Murichorda fiscellum (Gmelin, 1791)
- Murex morio Linnaeus, 1758 ⇒ Pugilina morio (Linnaeus, 1758)
- Murex morum Fischer, 1807 ⇒ Morula uva (Röding, 1798)
- Murex motacilla Gmelin, 1791 ⇒ Siratus motacilla (Gmelin, 1791)
- Murex multicostatus Eschscholtz, 1829 ⇒ Boreotrophon multicostatus (Eschscholtz, 1829)
- Murex multicrispatus Dunker, 1869 ⇒ Homalocantha tortua (Broderip in Sowerby, 1834)
- Murex multifrondosus G. B. Sowerby II, 1879 ⇒ Chicoreus strigatus (Reeve, 1849)
- Murex multiplicatus G. B. Sowerby III, 1895 ⇒ Vokesimurex multiplicatus (G. B. Sowerby III, 1895)
- Murex multispinosus G. B. Sowerby III, 1904 ⇒ Murexsul multispinosus (G. B. Sowerby III, 1904)
- Murex mulus Dillwyn, 1817 ⇒ Distorsio reticularis (Linnaeus, 1758)
- Murex mundus Reeve, 1849 ⇒ Favartia mundus (Reeve, 1849)
- Murex muricatus Montagu, 1803 ⇒ Trophonopsis muricata (Montagu, 1803)
- Murex nassa Gmelin, 1791 ⇒ Leucozonia nassa (Gmelin, 1791)
- Murex nebula Montagu, 1803 ⇒ Bela nebula (Montagu, 1803)
- Murex neomagensis Fontannes, 1879 ⇒ Hexaplex trunculus (Linnaeus, 1758)
- Murex nerei Dillwyn, 1817 ⇒ Charonia lampas (Linnaeus, 1758)
- Murex neritoideus Chemnitz, 1788 ⇒ Coralliophila violacea (Kiener, 1836)
- Murex neritoideus Linnaeus, 1767 ⇒ Thais nodosa (Linnaeus, 1758)
- Murex neritoideus Gmelin, 1791 ⇒ Coralliophila violacea (Kiener, 1836)
- Murex nigrescens G. B. Sowerby II, 1841 ⇒ Vokesimurex recurvirostris (Broderip, 1833)
- Murex nigrispinosus Reeve, 1845 ⇒ Murex ternispina Lamarck, 1822
- Murex nigritus Philippi, 1845 ⇒ Hexaplex nigritus (Philippi, 1845)
- Murex nitens A. Adams, 1854 ⇒ Pascula muricata (Reeve, 1846)
- Murex nitidus Broderip, 1833 ⇒ Hexaplex radix (Gmelin, 1791)
- Murex nodatus Reeve, 1845 ⇒ Siratus articulatus (Reeve, 1845)
- Murex nodatus Gmelin, 1791 ⇒ Nodolatirus nodatus (Gmelin, 1791)
- Murex nodosus Borson, 1825 † ⇒ Bursa nodosa (Borson, 1825) †
- Murex noduliferus G. B. Sowerby II, 1841 ⇒ Attiliosa nodulifera (G. B. Sowerby II, 1841)
- Murex nodulosus Gmelin, 1791 ⇒ Ptychobela nodulosa (Gmelin, 1791)
- Murex norrisii Reeve, 1845 ⇒ Favartia norrisii (Reeve, 1845)
- Murex novazelandiae G. B. Sowerby II, 1834 ⇒ Poirieria zelandica (Quoy & Gaimard, 1833)
- Murex nubilis G. B. Sowerby II, 1860 ⇒ Chicoreus territus (Reeve, 1845)
- Murex nuceus Mörch, 1850 ⇒ Favartia nuceus (Mörch, 1850)
- Murex nucula Reeve, 1845 ⇒ Favartia cyclostoma (G. B. Sowerby II, 1841)
- Murex nuttalli Conrad, 1837 ⇒ Ceratostoma nuttalli (Conrad, 1837)
- Murex nuttingi Dall, 1896 ⇒ Paziella nuttingi (Dall, 1896)
- Murex nysti Koenen, 1867 † ⇒ Pterynopsis prosopeion E.H. Vokes, 1972 †
- Murex obeliscus A. Adams, 1853 ⇒ Dermomurex obeliscus (A. Adams, 1853)
- Murex obeliscus (Bruguière, 1792) ⇒ Rhinoclavis sinensis (Gmelin, 1791)
- Murex oblongus Brocchi, 1814 ⇒ Comarmondia gracilis (Montagu, 1803)
- Murex oblongus Grateloup, 1833 † ⇒ Favartia suboblonga (d'Orbigny, 1852) †
- Murex obtusus G. B. Sowerby II, 1879 ⇒ Favartia humilis (Broderip, 1833)
- Murex octogonus G. B. Sowerby II, 1860 ⇒ Favartia humilis (Broderip, 1833)
- Murex octogonus Quoy & Gaimard, 1833 ⇒ Murexsul octogonus (Quoy & Gaimard, 1833)
- Murex octonus Gray in Sowerby, 1841 ⇒ Murexsul dipsacus (Broderip, 1833)
- Murex octonus G. B. Sowerby II, 1834 ⇒ Hexaplex angularis (Lamarck, 1822)
- Murex oculatus Reeve, 1845 ⇒ Phyllonotus oculatus (Reeve, 1845)
- Murex olearium Linnaeus, 1758 ⇒ Ranella olearium (Linnaeus, 1758)
- Murex oligocanthus Euthyme, 1889 ⇒ Chicoreus (Triplex) brunneus (Link, 1807)
- Murex olssoni Vokes, 1967 ⇒ Vokesimurex olssoni (Vokes, 1967)
- Murex orbignianus Risso, 1826 ⇒ Ocenebra erinaceus (Linnaeus, 1758)
- Murex oregonia Bullis, 1964 ⇒ Paziella oregonia (Bullis, 1964)
- Murex osseus Reeve, 1845 ⇒ Purpurellus pinniger (Broderip, 1833)
- Murex ostrearum Conrad, 1846 ⇒ Calotrophon ostrearum (Conrad, 1846)
- Murex oxyacantha Broderip, 1833 ⇒ Homalocantha oxyacantha (Broderip, 1833)
- Murex pagodus A. Adams, 1853 ⇒ Attiliosa nodulifera (G. B. Sowerby II, 1841)
- Murex painei Dall, 1904 ⇒ Ocenotrophon painei (Dall, 1904)
- Murex pairodoa Risso, 1826 ⇒ Monoplex corrugatus (Lamarck, 1816)
- Murex pallidus Broderip, 1833 ⇒ Fuegotrophon pallidus (Broderip, 1833)
- Murex palmarosae Lamarck, 1822 ⇒ Chicoreus (Triplex) palmarosae (Lamarck, 1822)
- Murex palmiferus G. B. Sowerby II, 1841 ⇒ Chicoreus denudatus(Perry, 1811)
- Murex panamicus Petuch, 1990 ⇒ Vokesimurex rubidus (F. C. Baker, 1897)
- Murex papilla Wood, 1828 ⇒ Bursa verrucosa (G. B. Sowerby I, 1825)
- Murex parthenopeus Salis Marschlins, 1793 ⇒ Monoplex parthenopeus (Salis Marschlins, 1793)
- Murex patagiatus Hedley, 1912 ⇒ Pterynotus patagiatus (Hedley, 1912)
- Murex patagonicus d'Orbigny, 1841 ⇒ Trophon patagonicus (d'Orbigny, 1839)
- Murex pauper R. B. Watson, 1883 ⇒ Ergalatax pauper (R. B. Watson, 1883)
- Murex pauperculus C. B. Adams, 1850 ⇒ Dermomurex pauperculus (C. B. Adams, 1850)
- Murex pauxillus A. Adams, 1854 ⇒ Muricopsis pauxilla (A. Adams, 1854)
- Murex pazi Crosse, 1869 ⇒ Paziella pazi (Crosse, 1869)
- Murex peasei Tryon, 1880 ⇒ Favartia peasei (Tryon, 1880)
- Murex pecchiolianus d'Ancona, 1871 ⇒ Hexaplex pecchiolianus (d'Ancona, 1871)
- Murex pele Pilsbry, 1918 ⇒ Homalocantha pele (Pilsbry, 1918)
- Murex pellucidus Reeve, 1845 ⇒ Pterynotus pellucidus (Reeve, 1845)
- Murex penchinati Crosse, 1861 ⇒ Chicoreus strigatus (Reeve, 1849)
- Murex percoides Löbbecke, 1879 ⇒ Siratus beauii (P. Fischer & Bernardi, 1857)
- Murex pereger Brugnone, 1873 ⇒ Ocinebrina hybrida (Aradas & Benoit, 1876)
- Murex peritus Hinds, 1844 ⇒ Favartia perita (Hinds, 1844)
- Murex permaestus Hedley, 1915 ⇒ Chicoreus capucinus (Lamarck, 1822)
- Murex perron Gmelin, 1791 ⇒ Perrona perron (Gmelin, 1791)
- Murex peruvianus Lamarck, 1816 ⇒ Trophon geversianus (Pallas, 1774)
- Murex peruvianus G. B. Sowerby II, 1841 ⇒ Murexsul octogonus (Quoy & Gaimard, 1833)
- Murex perversus Linnaeus, 1758 ⇒ Sinistrofulgur perversum (Linnaeus, 1758)
- Murex petri Dall, 1900 ⇒ Pteropurpura macroptera (Deshayes, 1839)
- Murex phantom Woolacott, 1957 ⇒ Favartia phantom (Woolacott, 1957)
- Murex philippii Monterosato, 1872 ⇒ Fusinus pulchellus (Philippi, 1840)
- Murex pholidotus R. B. Watson, 1883 ⇒ Orania pholidota (R. B. Watson, 1883)
- Murex phyllopterus Lamarck, 1822 ⇒ Timbellus phyllopterus (Lamarck, 1822)
- Murex pictus W. Wood, 1828 ⇒ Cerithium guinaicum Philippi, 1849
- Murex pileare Linnaeus, 1758 ⇒ Monoplex pilearis (Linnaeus, 1758)
- Murex pinnatus Swainson, 1822 ⇒ Pterynotus alatus (Röding, 1798)
- Murex pinniger Broderip, 1833 ⇒ Purpurellus pinniger (Broderip, 1833)
- Murex pirotectus de Gregorio, 1885 ⇒ Ocenebra erinaceus (Linnaeus, 1758)
- Murex pistacia Reeve, 1845 ⇒ Ocinebrina aciculata (Lamarck, 1822)
- Murex planiliratus Reeve, 1845 ⇒ Murexsul planiliratus (Reeve, 1845)
- Murex pleurotomoides Reeve, 1845 ⇒ Orania pleurotomoides (Reeve, 1845)
- Murex plicatus Lightfoot, 1786 ⇒ Trophon plicatus (Lightfoot, 1786)
- Murex plicatus W. Wood, 1818 ⇒ Coralliophila erosa (Röding, 1798)
- Murex plicatus G. B. Sowerby II, 1834 ⇒ Vokesimurex elenensis (Dall, 1909)
- Murex plicatus Gmelin, 1791 ⇒ Tylothais virgata (Dillwyn, 1817)
- Murex pliciferus Bivona-Bernardi, 1832 ⇒ Muricopsis cristata (Brocchi, 1814)
- Murex pliciferus G. B. Sowerby II, 1841 ⇒ Siratus pliciferoides (Kuroda, 1942)
- Murex plorator A. Adams & Reeve, 1845 ⇒ Pteropurpura plorator (A. Adams & Reeve, 1845)
- Murex polygonulus Lamarck, 1822 ⇒ Hexaplex trunculus (Linnaeus, 1758)
- Murex polygonus Gmelin, 1791 ⇒ Latirus polygonus (Gmelin, 1791)
- Murex polymorphus Brocchi, 1814 † ⇒ Heteropurpura polymorpha (Brocchi, 1814) †
- Murex polypleurus Brazier, 1894 ⇒ Murexsul planiliratus (Reeve, 1845)
- Murex polytropus Helbling, 1779 ⇒ Lophiotoma polytropa (Helbling, 1779)
- Murex pomiformis Locard, 1897 ⇒ Phyllonotus pomum (Gmelin, 1791)
- Murex pomum Gmelin, 1791 ⇒ Phyllonotus pomum (Gmelin, 1791)
- Murex ponderosus G. B. Sowerby II, 1879 ⇒ Chicoreus virgineus (Röding, 1798)
- Murex poppei Houart, 1979 ⇒ Murex djarianensis poppei Houart, 1979
- Murex porrectus Solander, 1766 † ⇒ Eofusus porrectus (Solander, 1766) †
- Murex porrectus Locard, 1886 ⇒ Muricopsis cristata (Brocchi, 1814)
- Murex portulanus Monterosato in Franceschini, 1906 ⇒ Hexaplex trunculus (Linnaeus, 1758)
- Murex princeps Broderip, 1833 ⇒ Hexaplex (Trunculariopsis) princeps (Broderip, 1833)
- Murex priscus Solander, 1766 † ⇒ Cryptoconus priscus (Solander, 1766) †
- Murex pseudobrandaris Grateloup, 1833 ⇒ Bolinus brandaris (Linnaeus, 1758)
- Murex pudicus Reeve, 1845 ⇒ Hexaplex angularis (Lamarck, 1822)
- Murex pudoricolor Reeve, 1845 ⇒ Chicoreus brevifrons (Lamarck, 1822)
- Murex pugilinus Born, 1778 ⇒ Volegalea cochlidium (Linnaeus, 1758)
- Murex pulcher A. Adams, 1853 ⇒ Siratus consuela (A. H. Verrill, 1950)
- Murex pumilus A. Adams, 1854 ⇒ Favartia jeanae Bertsch & D'Attilio, 1980
- Murex pumilus Küster, 1869 ⇒ Ocenebra edwardsii (Payraudeau, 1826)
- Murex purdyae Radwin & D'Attilio, 1976 ⇒ Vokesimurex purdyae (Radwin & D'Attilio, 1976)
- Murex purpura Deshayes, 1843 ⇒ Vitularia miliaris (Gmelin, 1791)
- Murex purpuratus Reeve, 1846 ⇒ Chicoreus brevifrons (Lamarck, 1822)
- Murex purpureus Montagu, 1803 ⇒ Raphitoma purpurea (Montagu, 1803)
- Murex purpuroides Reeve, 1845 ⇒ Vaughtia purpuroides (Reeve, 1845)
- Murex pustulatus Locard, 1899 ⇒ Muricopsis cristata (Brocchi, 1814)
- Murex pyrrhias R. B. Watson, 1883 ⇒ Orania fusulus (Brocchi, 1814)
- Murex pyrum Linnaeus, 1758 ⇒ Ranularia pyrum (Linnaeus, 1758)
- Murex pyrum Dillwyn, 1817 ⇒ Mancinella alouina (Röding, 1798)
- Murex quadrifrons Lamarck, 1822 ⇒ Chicoreus capucinus (Lamarck, 1822)
- Murex quinquelobatus G. B. Sowerby II, 1879 ⇒ Poropteron quinquelobatus (G. B. Sowerby II, 1879)
- Murex radicatus Hinds, 1844 ⇒ Favartia lappa (Broderip, 1833)
- Murex radicula Menke, 1828 ⇒ Hexaplex cichoreum (Gmelin, 1791)
- Murex radix Gmelin, 1791 ⇒ Hexaplex radix (Gmelin, 1791)
- Murex radula Linnaeus, 1758 ⇒ Tympanotonos fuscatus (Linnaeus, 1758)
- Murex radula Hedley, 1899 ⇒ Orania rosea Houart, 1996
- Murex ramosus Linnaeus, 1758 ⇒ Chicoreus ramosus (Linnaeus, 1758)
- Murex ramulosus Risso, 1826 ⇒ Hexaplex trunculus (Linnaeus, 1758)
- Murex rana Linnaeus, 1758 ⇒ Bufonaria rana (Linnaeus, 1758)
- Murex rapa Gmelin, 1791 ⇒ Rapana rapiformis (Born, 1778)
- Murex rapa Linnaeus, 1758 ⇒ Rapa rapa (Linnaeus, 1758)
- Murex rapiformis Born, 1778 ⇒ Rapana rapiformis(Born, 1778)
- Murex rarispina Lamarck, 1822 ⇒ Murex trapa Röding, 1798
- Murex recticanalis Wood, 1879 ⇒ Trophonopsis muricata (Montagu, 1803)
- Murex recticornis Martens in Lobbecke & Kobelt, 1880 ⇒ Chicoreus longicornis (Dunker, 1864)
- Murex rectirostris G. B. Sowerby II, 1841 ⇒ Vokesimurex rectirostris (G. B. Sowerby II, 1841)
- Murex recurvirostris Broderip, 1833 ⇒ Vokesimurex recurvirostris (Broderip, 1833)
- Murex recurvirostrus ⇒ Vokesimurex recurvirostris (Broderip, 1833)
- Murex regius Schubert & Wagner, 1829 ⇒ Hexaplex erythrostomus (Swainson, 1831)
- Murex regius Swainson, 1821 ⇒ Hexaplex regius (Swainson, 1821)
- Murex reticularis Linnaeus, 1758 ⇒ Distorsio reticularis (Linnaeus, 1758)
- Murex reticularis Born, 1780 ⇒ Ranella olearium (Linnaeus, 1758)
- Murex reticulatus (da Costa, 1778) ⇒ Bittium reticulatum (da Costa, 1778)
- Murex reticulatus Brocchi, 1814 ⇒ Raphitoma echinata (Brocchi, 1814)
- Murex reticulatus Renier, 1804 ⇒ Raphitoma echinata (Brocchi, 1814)
- Murex rhodocheilus P. P. King, 1832 ⇒ Hexaplex brassica (Lamarck, 1822)
- Murex rhyssus Dall, 1919 ⇒ Pteropurpura vokesae Emerson, 1964
- Murex richardi Fischer P., 1882 ⇒ Coralliophila richardi (P. Fischer, 1882)
- Murex ricinuloides Quoy & Gaimard, 1833 ⇒ Muricodrupa fiscellum (Gmelin, 1791)
- Murex ricinus Linnaeus, 1758 ⇒ Drupa ricinus (Linnaeus, 1758)
- Murex rigidus W. Wood, 1828 ⇒ Nodolatirus nodatus (Gmelin, 1791)
- Murex rimosus Solander, 1766 † ⇒ Rimella rimosa (Solander, 1766) †
- Murex rivalis Monterosato, 1923 ⇒ Hexaplex trunculus (Linnaeus, 1758)
- Murex rochebruni Poirier, 1883 ⇒ Chicoreus (Triplex) torrefactus (Sowerby, 1841)
- Murex rorifluum Adams & Reeve, 1849 ⇒ Ceratostoma rorifluum (Adams & Reeve, 1849)
- Murex roseotinctus G. B. Sowerby II, 1860 ⇒ Naquetia triqueter (Born, 1778)
- Murex rossiteri Crosse, 1872 ⇒ Chicoreus rossiteri (Crosse, 1872)
- Murex rostralis Grateloup, 1847 † ⇒ Murexsul rostralis (Grateloup, 1847) †
- Murex rostratus Olivi, 1792 ⇒ Gracilipurpura rostrata (Olivi, 1792)
- Murex rota Mawe, 1823 ⇒ Homalocantha anatomica (Perry, 1811)
- Murex rotatus Brocchi, 1814 † ⇒ Gemmula rotata (Brocchi, 1814) †
- Murex rubecula Linnaeus, 1758 ⇒ Septa rubecula (Linnaeus, 1758)
- Murex rubescens Broderip, 1833 ⇒ Chicoreus rubescens (Broderip, 1833)
- Murex rubicunda Perry, 1811 ⇒ Leucozonia nassa (Gmelin, 1791)
- Murex rubidus F. C. Baker, 1897 ⇒ Vokesimurex rubidus (F. C. Baker, 1897)
- Murex rubiginosus Reeve, 1845 ⇒ Chicoreus (Triplex) torrefactus (Sowerby, 1841)
- Murex rubridentatus Reeve, 1846 ⇒ Timbellus phyllopterus (Lamarck, 1822)
- Murex rudis Risso, 1826 ⇒ Muricopsis cristata (Brocchi, 1814)
- Murex rufus Montagu, 1803 ⇒ Propebela rufa (Montagu, 1803)
- Murex rufus Lamarck, 1822 ⇒ Chicoreus florifer (Reeve, 1846)
- Murex rugosa Born, 1778 ⇒ Drupella rugosa (Born, 1778)
- Murex rugosa Born, 1780 (non Born, 1778) ⇒ Indothais sacellum (Gmelin, 1791)
- Murex rugulosa O. G. Costa, 1861 ⇒ Muricopsis cristata (Brocchi, 1814)
- Murex rusticus Reeve, 1845 ⇒ Favartia balteata (G. B. Sowerby II, 1841)
- Murex rusticus Jousseaume, 1874 ⇒ Murex flavidus Jousseaume, 1874
- Murex rutogus de Gregorio, 1885 † ⇒ Dermomurex distinctus (Cristofori & Jan, 1832) †
- Murex sacellum Gmelin, 1791 ⇒ Indothais sacellum (Gmelin, 1791)
- Murex saharicus Locard, 1897 ⇒ Hexaplex saharicus saharicus (Locard, 1897)
- Murex saibaiensis Melvill & Standen, 1899 ⇒ Pterochelus acanthopterus (Lamarck, 1816)
- Murex salebrosus P. P. King, 1832 ⇒ Vitularia salebrosa (P. P. King, 1832)
- Murex sallasi Rehder & Abbott, 1951 ⇒ Vokesimurex sallasi (Rehder & Abbott, 1951)
- Murex salleanus A. Adams, 1854 ⇒ Chicoreus florifer (Reeve, 1846)
- Murex salmo Wood, 1828 ⇒ Granolaria salmo (Wood, 1828)
- Murex samui Petuch, 1987 ⇒ Vokesimurex samui (Petuch, 1987)
- Murex sanctaehelenae E. A. Smith, 1890 ⇒ Pteropurpura sanctaehelenae (E. A. Smith, 1890)
- Murex sanctaeluciae Salis Marschlins, 1793 ⇒ Fusinus rostratus (Olivi, 1792)
- Murex sandwichensis Pease, 1861 ⇒ Vitularia sandwichensis (Pease, 1861)
- Murex sanguineus Wood, 1828 ⇒ Pustulatirus sanguineus (Wood, 1828)
- Murex santarosana Dall, 1905 ⇒ Maxwellia santarosana (Dall, 1905)
- Murex saulii G. B. Sowerby II, 1841 ⇒ Chicoreus (Triplex) saulii (G. B. Sowerby II, 1841)
- Murex saxatilis Linnaeus ⇒ Hexaplex duplex (Röding, 1798)
- Murex saxicola Broderip, 1825 ⇒ Hexaplex cichoreum (Gmelin, 1791)
- Murex scaber Olivi, 1792 ⇒ Bittium reticulatum (da Costa, 1778)
- Murex scabriculus Linnaeus, 1758 ⇒ Bivetiella cancellata (Linnaeus, 1767)
- Murex scabriusculus Linnaeus, 1767 ⇒ Bivetiella cancellata (Linnaeus, 1767)
- Murex scabrosus G. B. Sowerby II, 1841 ⇒ Chicomurex laciniatus (G. B. Sowerby II, 1841)
- Murex scala Gmelin, 1791 ⇒ Trigonostoma scala (Gmelin, 1791)
- Murex scalariformis Locard, 1891 ⇒ Dermomurex scalaroides (Blainville, 1829)
- Murex scalarinus Bivona-Bernardi, 1832 ⇒ Dermomurex scalaroides (Blainville, 1829)
- Murex scalarinus A. Adams, 1864 ⇒ Phyllocoma speciosa (Angas, 1871)
- Murex scalarioides  ⇒ Dermomurex scalaroides (Blainville, 1829)
- Murex scalaris A. Adams, 1854 ⇒ Rolandiella umbilicata (Tenison Woods, 1876)
- Murex scalaris Aradas & Benoit, 1872 ⇒ Dermomurex scalaroides (Blainville, 1829)
- Murex scalaroides Blainville, 1829 ⇒ Dermomurex scalaroides (Blainville, 1829)
- Murex scolopaceus Röding, 1798 ⇒ Haustellum haustellum (Linnaeus, 1758)
- Murex scolymus Gmelin, 1791 ⇒ Turbinella angulata (Lightfoot, 1786)
- Murex scopulorum Segre, 1954 ⇒ Ocinebrina edwardsii (Payraudeau, 1826)
- Murex scorpio Linnaeus, 1758 ⇒ Homalocantha scorpio (Linnaeus, 1758)
- Murex scriptus Linnaeus, 1758 ⇒ Mitrella scripta (Linnaeus, 1758)
- Murex scrobilator Linnaeus, 1758 ⇒ Bursa scrobilator (Linnaeus, 1758)
- Murex sculptus Bellardi, 1872 ⇒ Trophonopsis muricata (Montagu, 1803)
- Murex secundus Lamarck, 1822 ⇒ Homalocantha secunda (Lamarck, 1822)
- Murex semiclausus Kuster, 1869 ⇒ Ocinebrina edwardsii (Payraudeau, 1826)
- Murex semigranosus (Lamarck, 1816) ⇒ Rhinoclavis bituberculata (G. B. Sowerby II, 1866)
- Murex semilunaris Gmelin, 1791 ⇒ Solatia piscatoria (Gmelin, 1791)
- Murex senegalensis Gmelin, 1791 ⇒ Siratus senegalensis (Gmelin, 1791)
- Murex senilis Jousseaume, 1874 ⇒ Murex (Murex) brevispina senilis Jousseaume, 1874
- Murex senkakuensis Shikama, 1973 ⇒ Vokesimurex gallinago gallinago (G. B. Sowerby III, 1903)
- Murex senticosus Linnaeus, 1758 ⇒ Phos senticosus (Linnaeus, 1758)
- Murex septangularis Montagu, 1803 ⇒ Haedropleura septangularis (Montagu, 1803)
- Murex septemangulatus Donovan, 1804 ⇒ Haedropleura septangularis (Montagu, 1803)
- Murex serotinus A. Adams, 1853 ⇒ Orania serotina (A. Adams, 1853)
- Murex serratospinosus Dunker, 1883 ⇒ Vokesimurex mindanaoensis (G. B. Sowerby II, 1841)
- Murex serratus Wood, 1818 ⇒ Cerithium echinatum Lamarck, 1822
- Murex similis G. B. Sowerby II, 1841 ⇒ Siratus kugleri (Clench & Pérez Farfante, 1945)
- Murex sinensis Gmelin, 1791 ⇒ Rhinoclavis sinensis (Gmelin, 1791)
- Murex sinensis Reeve, 1845 ⇒ Chicoreus asianus Kuroda, 1942
- Murex sinuosus Montagu, 1803 ⇒ Drillia sinuosa (Montagu, 1803)
- Murex siphoniferus Lesson, 1844 ⇒ Typhisopsis coronatus (Broderip, 1833)
- Murex sirat d'Orbigny, 1841 ⇒ Siratus senegalensis (Gmelin, 1791)
- Murex sobrinus A. Adams, 1863 ⇒ Vokesimurex sobrinus (A. Adams, 1863)
- Murex sofiae Aradas & Benoit, 1876 ⇒ Coralliophila sofiae (Aradas & Benoit, 1876)
- Murex soldanii de Stefani, 1875 ⇒ Hexaplex trunculus (Linnaeus, 1758)
- Murex solidior Monterosato in Franceschini, 1906 ⇒ Hexaplex trunculus (Linnaeus, 1758)
- Murex solidus A. Adams, 1853 ⇒ Favartia burnayi Houart, 1981
- Murex sordidus Gmelin, 1791 ⇒ Batillaria sordida (Gmelin, 1791)
- Murex sowerbianus Poirier, 1883 ⇒ Hexaplex rosarium (Röding, 1798)
- Murex sowerbyi Kobelt, 1877 ⇒ Favartia humilis (Broderip, 1833)
- Murex sowerbyi Michelotti, 1841 † ⇒ Jaton sowerbyi (Michelotti, 1841) †
- Murex spadae Libassi, 1859 ⇒ Orania fusulus (Brocchi, 1814)
- Murex speciosus A. Adams, 1855 ⇒ Pteropurpura centrifuga (Hinds, 1844)
- Murex spectrum Reeve, 1846 ⇒ Chicoreus spectrum (Reeve, 1846)
- Murex spinicosta Valenciennes in Kiener, 1843 ⇒ Hexaplex fulvescens (G. B. Sowerby II, 1834)
- Murex spinosus A. Adams, 1853 ⇒ Hexaplex kuesterianus (Tapparone Canefri, 1875)
- Murex spinulosus Costa, 1861 ⇒ Murexsul aradasii (Monterosato, 1883)
- Murex spirillus Linnaeus, 1767 ⇒ Tudicla spirillus (Linnaeus, 1767)
- Murex springeri Bullis, 1964 ⇒ Siratus springeri (Bullis, 1964)
- Murex squamosus Broderip in Broderip & Sowerby, 1833 ⇒ Xanthochorus cassidiformis (Blainville, 1832)
- Murex stainforthi Reeve, 1843 ⇒ Hexaplex stainforthi (Reeve, 1843)
- Murex stearnsii Dall, 1918 ⇒ Homalocantha oxyacantha (Broderip, 1833)
- Murex steeriae Reeve, 1845 ⇒ Chicoreus maurus (Broderip, 1833)
- Murex stramineus Gmelin, 1791 ⇒ Struthiolaria papulosa (Martyn, 1784)
- Murex strausi A. H. Verrill, 1950 ⇒ Hexaplex strausi (A. H. Verrill, 1950)
- Murex striatulus Gmelin, 1791 ⇒ Fusinus ansatus (Gmelin, 1791)
- Murex strigatus Reeve, 1849 ⇒ Chicoreus strigatus (Reeve, 1849)
- Murex subaciculatus Locard, 1886 ⇒ Ocinebrina corallina (Scacchi, 1836)
- Murex subantiquatus Maton & Rackett, 1807 ⇒ Neptunea despecta (Linnaeus, 1758)
- Murex subasperrimus d'Orbigny, 1852 ⇒ Hexaplex trunculus (Linnaeus, 1758)
- Murex subbrandaris d'Orbigny, 1851 ⇒ Bolinus brandaris (Linnaeus, 1758)
- Murex subcarinatus Lamarck, 1822 ⇒ Ocenebra erinaceus (Linnaeus, 1758)
- Murex subconglobatus Millet, 1865 † ⇒ Hexaplex trunculus conglobatus (Michelotti, 1841) †
- Murex subcontabulatus Millet, 1854 † ⇒ Pterynopsis subcontabulata (Millet, 1854) †
- Murex submissus E. A. Smith, 1903 ⇒ Pascula submissa (E. A. Smith, 1903)
- Murex suboblongus d'Orbigny, 1852 † ⇒ Favartia suboblonga (d'Orbigny, 1852) †
- Murex subspinosus A. Adams, 1854 ⇒ Muricopsis cristata (Brocchi, 1814)
- Murex subtricarinoides d'Orbigny, 1852 † ⇒ Timbellus brevicauda (Hébert, 1849) †
- Murex subulatus Montagu, 1808 ⇒ Cerithiopsis subulata (Montagu, 1808)
- Murex succinctus Risso, 1826 ⇒ Cabestana cutacea (Linnaeus, 1767)
- Murex succinctus Linnaeus, 1771 ⇒ Gelagna succincta (Linnaeus, 1771)
- Murex sunderlandi Petuch, 1987 ⇒ Vokesimurex tryoni (Hidalgo in Tryon, 1880)
- Murex superbus G. B. Sowerby III, 1889 ⇒ Chicomurex superbus (G. B. Sowerby III, 1889)
- Murex sutilis C. A. White, 1887 ⇒ Vokesimurex messorius (G. B. Sowerby II, 1841)
- Murex sykesi Preston, 1904 ⇒ Favartia sykesi (Preston, 1904)
- Murex syphonellus Bonelli in Bellardi & Michelloti, 1841 ⇒ Typhinellus labiatus (de Cristofori & Jan, 1832)
- Murex syracusanus Linnaeus, 1758 ⇒ Aptyxis syracusana (Linnaeus, 1758)
- Murex taeniatus G. B. Sowerby II, 1860 ⇒ Favartia humilis (Broderip, 1833)
- Murex talienwhanensis Crosse, 1862 ⇒ Ocenebra inornata (Récluz, 1851)
- Murex tampaensis Conrad, 1846 ⇒ Eupleura tampaensis (Conrad, 1846)
- Murex tapparonii Bellardi, 1873 † ⇒ Hexaplex tapparonii (Bellardi, 1873) †
- Murex tarentinus Lamarck, 1822 ⇒ Ocenebra erinaceus (Linnaeus, 1758)
- Murex tatei Verco, 1895 ⇒ Subpterynotus tatei (Verco, 1895)
- Murex taurinensis Bellardi & Sacco, 1872 ⇒ Hexaplex trunculus (Linnaeus, 1758)
- Murex tautiranus Curtiss, 1938 ⇒ Monoplex nicobaricus (Röding, 1798)
- Murex taxus Dillwyn, 1817 ⇒ Clavatula taxea (Röding, 1798)
- Murex tectumsinense (Deshayes, 1856) ⇒ Babelomurex tectumsinensis (Deshayes, 1856)
- Murex tenellus Mayer, 1869 † ⇒ Dermomurex tenellus (Mayer, 1869) †
- Murex tenuis G. B. Sowerby II, 1879 ⇒ Hexaplex angularis (Lamarck, 1822)
- Murex tenuispina Lamarck, 1822 ⇒ Murex pecten pecten Lightfoot, 1786
- Murex tenuivaricosus Dautzenberg, 1927 ⇒ Siratus tenuivaricosus (Dautzenberg, 1927)
- Murex terebella Gmelin, 1791 ⇒ Tympanotonos fuscatus (Linnaeus, 1758)
- Murex ternatanus Gmelin, 1791 ⇒ Brunneifusus ternatanus (Gmelin, 1791)
- Murex territus Reeve, 1845 ⇒ Chicoreus territus (Reeve, 1845)
- Murex tetragonus Broderip, 1833 ⇒ Favartia tetragona (Broderip, 1833)
- Murex tetrapterus Bronn, 1838 ⇒ Typhinellus labiatus (de Cristofori & Jan, 1832)
- Murex textilis Brocchi, 1814 † ⇒ Rimosodaphnella textilis (Brocchi, 1814) †
- Murex thomasi Crosse, 1872 ⇒ Chicoreus thomasi (Crosse, 1872)
- Murex thompsoni Bullis, 1964 ⇒ Siratus thompsoni (Bullis, 1964)
- Murex tornatus Dillwyn, 1817 ⇒ Turricula tornatus
- Murex torquis Dollfus, 1905 † ⇒ Pterynopsis subcontabulata (Millet, 1854) †
- Murex torrefactus G. B. Sowerby II, 1841 ⇒ Chicoreus torrefactus (G. B. Sowerby II, 1841)
- Murex tortua Broderip in Sowerby, 1834 ⇒ Homalocantha tortua (Broderip in Sowerby, 1834)
- Murex torularius Lamarck, 1822 † ⇒ Bolinus brandaris torularius (Lamarck, 1822) †
- Murex toupiollei Bernardi, 1860 ⇒ Chicoreus brevifrons (Lamarck, 1822)
- Murex trapezium Linnaeus, 1758 ⇒ Pleuroploca trapezium (Linnaeus, 1758)
- Murex tremperi Dall, 1910 ⇒ Pteropurpura macroptera (Deshayes, 1839)
- Murex trialatus G. B. Sowerby II, 1834 ⇒ Pteropurpura trialata (G. B. Sowerby II, 1834)
- Murex trialatus Koenen, 1889 † ⇒ Timbellus priabonicus Pacaud, 2018 †
- Murex tricarinatus Lamarck, 1803 † ⇒ Timbellus crenulatus tricarinatus (Lamarck, 1803) †
- Murex tricarinoides Deshayes, 1835 † ⇒ Timbellus crenulatus tricarinatus (Lamarck, 1803) †
- Murex tricolor Valenciennes, 1832 ⇒ Hexaplex regius (Swainson, 1821)
- Murex tricoronis Berry, 1960 ⇒ Vokesimurex tricoronis (Berry, 1960)
- Murex tricostatus Fischer von Waldheim, 1807 ⇒ Chicoreus virgineus (Röding, 1798)
- Murex trifariaspinosus Frauenfeld, 1869 ⇒ Bolinus brandaris (Linnaeus, 1758)
- Murex triformis Reeve, 1845 ⇒ Pterochelus triformis (Reeve, 1845)
- Murex trigonulus Lamarck, 1816 ⇒ Naquetia triqueter (Born, 1778)
- Murex trigonus Gmelin, 1791 ⇒ Monoplex trigonus (Gmelin, 1791)
- Murex trilineatus Reeve, 1845 ⇒ Siratus ciboney (Clench & Pérez Farfante, 1945)
- Murex tripterus Born, 1778 ⇒ Pterymarchia triptera (Born, 1778)
- Murex triqueter Born, 1778 ⇒ Naquetia triqueter (Born, 1778)
- Murex triquetra Risso, 1826 ⇒ Ocenebra erinaceus (Linnaeus, 1758)
- Murex triquetrus Coen, 1933 ⇒ Ocenebra erinaceus (Linnaeus, 1758)
- Murex trispinosus Locard, 1886 ⇒ Bolinus brandaris (Linnaeus, 1758)
- Murex tritonis Linnaeus, 1758 ⇒ Charonia tritonis (Linnaeus, 1758)
- Murex trivialis A. Adams, 1854 ⇒ Chicoreus trivialis (A. Adams, 1854)
- Murex trunculus Linnaeus, 1758 ⇒ Hexaplex trunculus (Linnaeus, 1758)
- Murex tryoni Hidalgo in Tryon, 1880 ⇒ Vokesimurex tryoni (Hidalgo in Tryon, 1880)
- Murex tuba Gmelin, 1791 ⇒ Hemifusus tuba (Gmelin, 1791)
- Murex tubercularis Montagu, 1803 ⇒ Cerithiopsis tubercularis (Montagu, 1803)
- Murex tuberculatus Roding, 1798 ⇒ Bolinus brandaris (Linnaeus, 1758)
- Murex tuberosus Dillwyn, 1817 ⇒ Cerithium nodulosum Bruguière, 1792
- Murex tubulatus Mörch, 1852 ⇒ Chicoreus torrefactus (G. B. Sowerby II, 1841)
- Murex tudiculoides Coen, 1943 ⇒ Bolinus brandaris (Linnaeus, 1758)
- Murex tulipa Linnaeus, 1758 ⇒ Fasciolaria tulipa (Linnaeus, 1758)
- Murex tumulosus G. B. Sowerby II, 1841 ⇒ Bolinus cornutus (Linnaeus, 1758)
- Murex tunghaiensis Shikama & Oishi, 1977 ⇒ Vokesimurex malabaricus (E. A. Smith, 1894)
- Murex turbinatus Lamarck, 1822 ⇒ Hexaplex duplex (Röding, 1798)
- Murex turbinellus Linnaeus, 1758 ⇒ Vasum turbinellus (Linnaeus, 1758)
- Murex turonensis Dujardin, 1837 † ⇒ Hexaplex turonensis (Dujardin, 1837) †
- Murex turricula Montagu, 1803 ⇒ Propebela turricula (Montagu, 1803)
- Murex tweedianus Macpherson, 1962 ⇒ Haustellum tweedianum (Macpherson, 1962)
- Murex uncinarius Lamarck, 1822 ⇒ Poropteron uncinarius (Lamarck, 1822)
- Murex undatus Dillwyn, 1817 ⇒ Drupella margariticola (Broderip, 1833)
- Murex undatus Chemnitz, 1795 ⇒ Drupella margariticola (Broderip, 1833)
- Murex undatus Gmelin, 1791 ⇒ Cyrtulus undatus (Gmelin, 1791)
- Murex undulatus Gmelin, 1791 ⇒ Fusinus undulatus (Gmelin, 1791)
- Murex ungulatus Chiereghini in Nardo, 1847 ⇒ Ocenebra erinaceus (Linnaeus, 1758)
- Murex unicornis Reeve, 1849 ⇒ Ceratostoma nuttalli (Conrad, 1837)
- Murex unidentatus G. B. Sowerby II, 1834 ⇒ Murex trapa Röding, 1798
- Murex vaginatus de Cristofori & Jan, 1832 † ⇒ Pagodula vaginata (de Cristofori & Jan, 1832) †
- Murex varians d'Orbigny, 1841 ⇒ Trophon geversianus (Pallas, 1774)
- Murex varicosus Röding, 1798 ⇒ Batillaria sordida (Gmelin, 1791)
- Murex varicosus G. B. Sowerby II, 1834 ⇒ Homalocantha digitata (G. B. Sowerby II, 1841)
- Murex variegatus Perry, 1811 ⇒ Marmorofusus nicobaricus (Röding, 1798)
- Murex varius G. B. Sowerby II, 1834 ⇒ Chicoreus varius (G. B. Sowerby II, 1834)
- Murex ventricosa Molina, 1810 ⇒ Trophon geversianus (Pallas, 1774)
- Murex veranyi Paulucci, 1866 † ⇒ Purpurellus cyclopterus (Millet, 1865) †
- Murex verbeeki K. Martin, 1895 † ⇒ Murex troscheli verbeeki K. Martin, 1895 †
- Murex verrucosus Gmelin, 1791 ⇒ Fusinus verrucosus (Gmelin, 1791)
- Murex versicolor Gmelin, 1791 ⇒ Chicoreus brunneus (Link, 1807)
- Murex versicolor Gmelin, 1791 ⇒ Lyonsifusus ansatus (Gmelin, 1791)
- Murex vertagus Linnaeus, 1767 ⇒ Rhinoclavis vertagus (Linnaeus, 1767)
- Murex vespertilio Gmelin, 1791 ⇒ Volegalea cochlidium (Linnaeus, 1758)
- Murex vibex Broderip, 1833 ⇒ Hesperisternia vibex (Broderip, 1833)
- Murex vibicinus Helbling, 1779 ⇒ Clavus vibicinus (Helbling, 1779)
- Murex vindobonensis Hörnes, 1853 † ⇒ Ocenebra vindobonensis (Hörnes, 1853) †
- Murex virgatus Dillwyn, 1817 ⇒ Tylothais virgata (Dillwyn, 1817)
- Murex virgineus Dillwyn, 1817 ⇒ Clavatula virgineus (Dillwyn, 1817)
- Murex virgineus (Röding, 1798) ⇒ Chicoreus virgineus (Röding, 1798)
- Murex vittatus Broderip, 1833 ⇒ Favartia vittata (Broderip, 1833)
- Murex vitulinus Lamarck, 1816 ⇒ Vitularia miliaris (Gmelin, 1791)
- Murex vulpeculus Brocchi, 1814 † ⇒ Bela vulpecula (Brocchi, 1814) †
- Murex vulpinus Born, 1780 ⇒ Pusionella vulpina (Born, 1780)
- Murex wahlbergi F. Krauss, 1848 ⇒ Nucella wahlbergi (F. Krauss, 1848)
- Murex wakasanus Nomura & Niino, 1940 ⇒ Genkaimurex fimbriatulus (A. Adams, 1863)
- Murex weinkauffianus Crosse, 1866 ⇒ Ocinebrina helleri (Brusina, 1865)
- Murex williamsi Maury, 1924 † ⇒ Monoplex williamsi (Maury, 1924) †
- Murex woodringi Clench & Pérez Farfante, 1945 ⇒ Vokesimurex woodringi (Clench & Pérez Farfante, 1945)
- Murex yoldii Mörch in Sowerby, 1879 ⇒ Hexaplex trunculus (Linnaeus, 1758)
- Murex yumurinus Sarasúa & Espinosa, 1978 ⇒ Siratus ciboney (Clench & Pérez Farfante, 1945)
- Murex zelandicus Quoy & Gaimard, 1833 ⇒ Poirieria zelandica (Quoy & Gaimard, 1833)
- Murex zonatus Tenison Woods, 1877 ⇒ Prototyphis angasi (Crosse, 1863)